# ガンダム Gのレコンギスタ
『ガンダム Gのレコンギスタ』（ガンダム ジーのレコンギスタ、 Gundam Reconguista in G）は、2014年10月より2015年3月までMBSほか『アニメイズム』B1にて放送された日本のテレビアニメ。「ガンダムシリーズ」に属するロボットアニメ作品。略称は『G-レコ』『Gレコ』。2019年から2022年にかけて『Gのレコンギスタ』のタイトルで劇場版5部作が公開された。

## 概要
富野由悠季が『∀ガンダム』以来15年ぶり、短編CG作品を含めると『リング・オブ・ガンダム』以来5年ぶりに「ガンダムシリーズ」の制作に携わった、テレビシリーズアニメ作品。
物語の舞台は『機動戦士ガンダム』などの「宇宙世紀」の延長上の未来「リギルド・センチュリー」で、機動兵器「モビルスーツ（MS）」や「ミノフスキー粒子」など宇宙世紀シリーズと共通の技術や設定が登場する。
複数の新作ガンダム作品のテレビシリーズを同時期に放映するのは2004年以来であり、本作の放送開始と同時にTXN系で別のガンダム作品『ガンダムビルドファイターズトライ』（『GBF-T』）が本放送を開始した。新作ガンダムの同時期展開を記念して、2014年12月には『Gのコラボレーション トライキャンペーン』と題した両作品の登場人物共演によるコラボレーションCMが流された。
アイキャッチで、登場人物が躍るダンスは、富野由悠季の次女でダンサーの富野幸緒が振付けている。
本放送の際には字幕放送を実施しており、主人公のベルリは黄色、ヒロインのアイーダは水色、その他の人物は白色で表記される。

### 制作略歴
『ガンダムエース』2010年12月号にて本作のプロトタイプとなった富野由悠季による未完の小説「はじめたいキャピタルGの物語」が掲載された。
2014年3月20日に開催された機動戦士ガンダム生誕35周年イベント「RISE! 世界は動いている」にて、「機動戦士ガンダム35周年プロジェクト」と銘打って『機動戦士ガンダム THE ORIGIN I 青い瞳のキャスバル』ともに発表された。テレビ放送に先駆け、第1話から第3話の先行劇場公開や、dアニメストアでの特別先行配信が行われた。
本放送局での初回放送は「初回1時間スペシャル」として第1話と第2話が連続放送された。

## 作品解説
富野由悠季が手掛けた「ガンダムシリーズ」のテレビシリーズ作品としては最短の2クール分（全26話）となるが、これは「自身の年齢と体力の問題」と「アニメ業界の現状」を考えると2クール分が限界だった と話している。まずは富野が個人的に、本作の初期稿となる全26話分のシナリオを書き上げてみた上で、新企画としてやっていける手応えを感じることができた頃、丁度その時期に制作会社のサンライズから新作テレビアニメ制作のオファーがあったことで、本作の企画が本格的にスタートした。
タイトル内の「G」には、「ガンダム」という意味も含まれるが、「Ground（大地）」が最も大きな意味となっている。「レコンギスタ」は「レコンキスタ（スペイン語で復権・再征服の意）」からの造語で、「キ」の部分を「ギ」に変えたのは、タイトルに濁点と「ン」を入れなければ、タイトルに力強さがなくヒットしないという見解・ジンクスによる。
ガンダム30分テレビシリーズ作品としては、初の深夜枠（深夜アニメ）としての本放送作品であるが、監督を務める富野は本作を主人公ベルリとアイーダが地球⇒月周辺⇒金星方面へと旅立ち帰ってくるロードピクチャー（冒険譚）であると評しており、新しい世代の子供たちに見て欲しい作品であると強調していた。中でも特に小学校高学年〜中学生に観てほしいとしており、その理由は「一番、世間というものがわかってきて、疑問を感じる時期だから」とのこと。それ以上の年齢の人は本作を観ても「役には立たない」とも答えている。さらに本作を子供達に見てもらえるように王道のエンターテイメントとして作り、そのために韓国ドラマなどを参考にした、いわゆるベタとも言えるような王道な設定を盛り込んだと話している。また“子供向け作品”の定義については、「子供に観てもらいたい作品ですが、“子供アニメ”にしているつもりはありません」、「僕は、単に分かりやすく噛み砕いたような作品が“子供向け作品”だとは思っていない部分があって、『ファーストガンダム』の時に出会ったような、どこか未来志向を持ってる人たちを刺激するような作品を作りたい」とも述べている。これらの発言意図について、プロデューサーの小形尚弘は、「子供に見て欲しい作品＝分かりやすい作品」という意味ではなく、疑問を感じさせる機構を劇中に多く配置し、将来の成長と生活の中からその答えを見つけて欲しいという、旧世代から子供たち新世代への願いなのではないかと解説している。
放送時間帯の希望はBS11『アニメ+』枠での1クール遅れネット、アニマックスでの約5か月遅れネットのゴールデンタイム帯放送で実現した。また東京MXでも、本放送終了直後の2015年4月7日（『機動戦士ガンダム』第1話「ガンダム 大地に立つ」初放映記念日）より『アニメの神様』枠内の一作品として、本放送時よりも早い時間帯で再放送されることになった。
テレビシリーズ完結後のインタビューでは、盛り込みたい内容が多く「所詮“ロボットもの”だからで諦めればいいのに、それ以上の何かを詰め込まずにはいられない悪い癖が出た」と、複雑な作品になってしまったことを反省しつつも「こんなにも見づらいアニメを作ってしまって申し訳ないという思いはある一方、でも“種”は蒔いたぞという自負心もあります。正直に言えば、個人的にはかなり好きな作品です」、「若い世代の視聴者が20年後に思い出してくれればいいと思っていて、そのための“種蒔き”をした意識はあるから無駄な仕事ではなかったと思っています」、「ヒット作とは言えませんが、今の時代に作っておいて良かったと自画自賛しています」と語っている。本作の続編については「僕が続編を創ることはありません。孫の代に才能のある人が現れて、創っていただければと、そう思っています」と述べている。
本作と前作『∀ガンダム』を比較して富野は「『∀ガンダム』は「ガンダムの総決算」的作品であり、その“次”をみせる「脱ガンダム」には行っていなかった。だが、今回の『Gのレコンギスタ』は「脱ガンダム」をすることができた」と述べており、「脱ガンダム」するという挑戦が許されるのは、世界中に自分しかいないとも発言している。
「ガンダムシリーズ」としての本作の時系列は、『∀ガンダム』で描かれる「正暦（コレクト・センチュリー＝C.C.）」よりも前の時代に位置すると関連書籍などでは紹介されていた。しかし、本作のテレビシリーズの映像ソフト最終巻発売日の翌日のトークショーにて富野は、本作品は『∀ガンダム』から約500年後頃を想定して制作したと発言している。これは、これまで公式が公開してきた時系列の設定（『Gのレコンギスタ』⇒『∀ガンダム』）と異なる上、宇宙世紀を「終焉から1000年以上 の“前世紀”」として扱う『Gのレコンギスタ』の設定と、宇宙世紀を「約1万年前の“太古”」として扱う『∀ガンダム』の設定とで矛盾が生じる。この発言と同時に富野は、自身が単独でシリーズ全体の設定を決定する権限がないことにも触れ、「（公式が自身の見解と異なる時系列を発表していたことについて）それはそれでいいんです」「皆さんなりに“ガンダム全史”みたいなものを作っていたたければいい」と前置きしつつも「その時には『Gのレコンギスタ』の位置付けが、今言った所（『∀ガンダム』⇒『Gのレコンギスタ』）に置いていただけたら嬉しく思います」と述べている。この発言を受けて、聞き手を務めていた本作のプロデューサーであるサンライズの小形尚弘は「色々と整理したいと思いますので、来場者の皆さんは今日聞いたことは一旦胸の内にしまって頂いて。次の何かの機会に、しれっとそうなってる可能性はありますので」と答えた。

## 評価

### 富野由悠季
本作の監督をした富野由悠季は、『パシフィック・リム』や、マーベルの『アイアンマン』『アベンジャーズ』を打倒するつもりが「惨敗だった」と明言した上で、「駆け足で作って体力負けした」と語って、本作では全てのカットに目配りが出来ず、視聴者からの反応を見て発狂できるスタミナもなかったとして、初代ガンダムの劇場三部作を作った時のような充実感がなく、本人の感覚としても盛り上がらなかったと述べている。

## ストーリー
技術文明の頂点を極めながらも、宇宙戦争の歴史となり人類が滅亡しかけた宇宙世紀が終焉し1000年以上の時が過ぎた。生き残った人々は「リギルド・センチュリー（R.C.）」という新たな世紀を迎え、技術進歩に自ら制限をかけることで再び繁栄を始めていた。
前世紀の遺物・軌道エレベータのキャピタル・タワーは、宇宙から供給される唯一のエネルギー源フォトン・バッテリーを地球に搬入する唯一の経路として神聖視され、慎重に復元・維持されていた。かつて南米と呼ばれたエルライド大陸にある地球側基地とその周辺キャピタル・テリトリィは、世界的な「聖地」となっていた。また世界的宗教「スコード教」は宇宙からの恵みへの感謝と技術の発展・進歩を禁じているからこそ現在の平和と繁栄があると説き、人々に浸透していた。
一方、かつて「北米」と呼ばれたアメリア大陸の国家「アメリア」と、かつての欧州地域の国家「ゴンドワン」とは、あたかも旧世紀以前のような大陸間戦争を始めていた。彼等はより強力な武装を求め、禁忌である封印された宇宙世紀時代の技術を、「ヘルメスの薔薇の設計図」と呼ばれる密かに流通していた技術データベースから採掘・復元し始めてしまう。アメリアはいち早く宇宙戦艦を試作建造するが、国際会議の反発に遭い解体廃棄したと発表する。だが密かに諜報独立部隊である「海賊部隊」に与えて運用を開始し、タワーからフォトン・バッテリーを強奪するなどの作戦を行わせ、宇宙技術の運用ノウハウを蓄積する。キャピタル側は従来の自衛組織キャピタル・ガードによる警備体制や装備見直しを迫られ、対外対抗組織「キャピタル・アーミィ」設立や対抗技術の導入検討を始める。また、アメリアはこれも「禁忌破り」である天体観測によって月周辺の小天体の活発化を知り、「宇宙からの脅威」が来襲する可能性について憂慮しはじめる。
そんなある日、宇宙から所属不明のMSがキャピタル・テリトリィに降下してきた。このMSが物語の主人公のキャピタル・ガード候補生の少年ベルリ・ゼナムと、海賊部隊の少女アイーダ・スルガンを引き合わせ、物語は始まる。
第1話 - 第6話
R.C.1014年。所属不明の謎のMSが宇宙よりキャピタル・テリトリィに降下して来た。それを正式発足直前のキャピタル・アーミィ（以下「アーミィ」と略す）のMS隊と海賊部隊のMS隊は確保を巡って競り合った。謎のMSは海賊部隊が、脱出したパイロットの少女はアーミィが確保した。MSは海賊部隊に「G-セルフ」と名づけられ、記憶を失っていたパイロットの少女はアーミィに「ラライヤ・マンディ」と仮の名を与えられた。
1週間後、ベルリ・ゼナム達キャピタル・ガードの候補生達は、軌道エレベータでの宇宙実習中に突然、海賊部隊が操縦する「G-セルフ」の襲撃を受ける。エレベータにはラライヤも同乗していたが、何故かG-セルフを見て取り乱す。作業用MSレクテンで応戦したベルリ達は巧みな操縦と連携でG-セルフの鹵獲に成功する。G-セルフのパイロットはアイーダ・レイハントンと名乗る少女だった。ベルリは彼女に不思議な感覚を覚える。そして海賊部隊では唯一アイーダしか認証しなかったG-セルフは、何故かベルリを認証し「Gメタル」を発行、パイロットと認識してしまう。
ラライヤはベルリの友達のチアリーダーであるノレド・ナグが通う「セントフラワー学園」に編入された。ベルリは国賓歓迎式典の警護に駆り出されたが、最中に海賊部隊のカーヒル・セイント率いるMS部隊がアイーダとG-セルフ奪還のため、テリトリィを襲った。ベルリは幽閉されているアイーダを助け出そうと、先輩ルイン・リーと共に救出に走る。ラライヤを連れたノレドとルインのガールフレンドのマニィ・アンバサダも後を追う。ベルリはアイーダをなんとか救出したが、キャピタル・ガードの指示でG-セルフへ搭乗させられ、直後にカーヒルの激しい攻撃を受ける。同乗しているアイーダを守ろうと応戦したベルリは、カーヒル機のコクピットを撃ち抜いてしまう。カーヒルはアイーダの想い人だった。アイーダはベルリにカーヒルを返せと訴える。そこへキャピタル・ガード調査部のクンパ・ルシータが現れ、アイーダとラライヤの身柄を確保し、G-セルフも接収された。
翌朝、海賊部隊所属のクリム・ニックはMSモンテーロ単機で再度アイーダ救出の奇襲をかける。クンパの計らいでG-セルフに触れる機会を得たアイーダはベルリ、ラライヤ、ノレドを乗せたままG-セルフを発進させる。ガードの教官でアーミィの一員でもあるデレンセン・サマターがMSカットシーで迎撃したが、アイーダはクリムと合流するや、戦闘を避け撤退するよう指示し、ベルリ達を乗せたまま、G-セルフとモンテーロはカリブ海の海賊部隊の基地へと帰還する。
アイーダは海賊部隊で姫と呼ばれる特別な存在だった。同部隊の戦艦メガファウナ艦長のドニエル・トスはアイーダが連れ帰った人質3名を尋問するが処遇に窮した。クリムは好奇心からベルリにG-セルフを操縦させ、ベルリは指示通り動かしてみせる。そこへ正式発足したアーミィのカットシーの編隊がベルリ達人質の解放を求めて飛来した。ベルリはカーヒルを殺したせめてもの償い代わりに艦は守るとアイーダへ宣言し、G-セルフで飛び出す。海賊部隊はノレドとラライヤを人質として担保しベルリを送り出す。ベルリは交渉を求めてカットシーへ接近したが、クリムの介入により会話は果たせず、防戦戦闘を強いられる。3機のカットシーの攻撃に囲まれ窮地に陥ったベルリが「スコード！」と祈りの言葉を叫ぶと首に掛けていたGメタルが共鳴、G-セルフに搭載された特定の者を護るための自動防衛機能が働き、機体の表面からフォトン・シールドを発生させ、周囲の敵MSのビーム・サーベルのビーム刃を押し退け、ビーム・ライフルを歪曲させた。想定外の反撃にカットシーを率いていたデレンセンは撤退を指示した。
メガファウナは本国からの軍令で艦隊作戦のための陽動行動を開始し、宇宙に上がろうとする。一方、アーミィの謎の人物マスクは新型可変MSエルフ・ブルックの一号機とカットシー6機を率いてメガファウナを追う。ベルリはエルフ・ブルックの攻撃で窮地に陥ったモンテーロをコア・ファイターの「水の玉」で救い、更にG-セルフにドッキング後、ビームサーベルでアーミィ部隊を撃退する。ドニエルはアイーダにベルリの働きを褒めるよう諫言する。アイーダは葛藤を隠して責務を果たす。
ベルリはノレドにも促され、脱走も視野に入れていたが、弾道飛行中の高高度での作戦中にベルリ奪還の任を帯びたデレンセンの乗るMSエルフ・ブルの襲撃を受ける。新装備「リフレクターパック」を装備し、機体色も変わっていたG-セルフを、デレンセンは海賊が運用しているものと確信して執拗に攻撃を続ける。ベルリは加勢に来てくれたクリムを救おうと反撃した結果エルフ・ブルを撃墜する。皮肉にもその決着の瞬間に、両者は互いにキャピタルガード養成学校での師弟だと気付いてしまう。ベルリは苦悶する。

第7話 - 第10話
ベルリの母で軌道エレベータの運行長官であるウィルミット・ゼナムは禁忌を破ったかのような武装強化を行っていくアーミィと、息子の「救出」がその口実として利用されていることに苛立っていた。ウィルミットは一計を案じ、設備視察中事故を装い単身大気圏グライダーでメガファウナへと向かう。メガファウナではクリムがラライヤにG-セルフを操縦させ、能力を確認していたが、そこをマスクが率いるエルフ・ブルック編隊が襲った。ベルリはラライヤと交代し迎撃したが苦戦した。アメリアの可変MAアーマーザガンが本国から到着し窮地を救う。アメリア軍の長でアイーダの父親でもあるグシオン・スルガンも救援部隊に帯同して到着した。グシオンはベルリに搬送してきた「トリッキーパック」を使うよう指示する。ベルリは不慣れなパックに苦労しつつも活用しマスク部隊を撃退する。一方アイーダはレーダーに映った高高度から接近する未確認機の迎撃に向かっていた。その「未確認機」はウィルミットの操縦するグライダーだった。後から追いついたG-セルフがグライダーを受け止め、母子は再会を果たす。ウィルミットはグシオンに対し、世界を騙しメガファウナを運用して宇宙技術を蓄積・開発してきた事を非難したが、グシオンは月の写真を見せ、周辺の小天体の動きが活発であること、「宇宙からの脅威」の可能性を示唆し、備えが必要であると主張した。マスクは戦艦ガランデンへ帰投し、同艦の補充兵となったマニィと遭遇する。マニィはマスクの正体はルインだと気付く。
クリムは別任務のためアーマーザガンで本国へ戻った。ベルリとウィルミットはもし宇宙からの脅威が事実ならば、キャピタルは協力して対応する必要があると認識し、メガファウナをキャピタルに迎えると提案する。グシオンはその提案を受ける。ウィルミットはキャピタル・ガードへ連絡し、護衛誘導を要請する。途上でノレドはベルリがウィルミットの実子ではないことをアイーダに教える。アーミィのマスク部隊の奇襲を退けた後、キャピタル・ガードのケルベス・ヨー達がメガファウナに合流、その誘導で無事テリトリィ近傍に到着する。ゼナム親子とスルガン親子、ノレド、ラライヤの6名はキャピタルに入国し、スコード教のゲル法皇に謁見、法皇に宇宙からの脅威や宇宙に住む人の存在について質問する。法皇は宇宙に住む人の存在を肯定する。グシオンはまた宇宙とキャピタル・タワーとにエネルギー供給が一手独占されている現状は悪で、その開放が必要だと意見するが、法皇はその考え自体が脅威であると返す。そこにクンパが到着する。グシオンは過去の国際会議で月の裏側のスペースコロニー「トワサンガ」が公然となったことを語るが、クンパはそれを方便に禁忌破りの宇宙艦隊でエレベータの終点地の聖地ザンクト・ポルトを占拠するというアメリアの目的を言い当てて去る。ケルベスがベルリとアイーダを呼び戻しに来た。ラライヤがそれを追いかけノレドも追う。メガファウナがアーミィに発見されたのだ。アーミィの新型MS「ウーシァ」3機とカットシー隊がメガファウナへ迫りG-セルフ、ベルリ、ラライヤの引き渡しを要求する。アイーダのG-アルケインやガードのMSレックスノー隊が防戦に当たる。G-セルフはケルベスがアーミィから調達した「高トルクパック」を装着した。アルケインはベッカー・シャダムのウーシァに襲われピンチに陥る。ベルリは恋を自覚、バックパックを囮とした戦術でアイーダを救出・ウーシァ隊を無力化しメガファウナへと帰投する。
法皇は考えがあるとウィルミット、グシオンとの会談を続ける。グシオンは会談後、アメリアで計画していたキャピタルタワー占拠計画は最早不用になったと判断、至急本国に戻り正式中止したいと言う。ウィルミットは、グシオンにエレベータと大気圏グライダーの最速の足の提供を申し出る。法皇はザンクト・ポルトへ急行すると表明。ウィルミットは帯同を決意、グシオンも後から追うことにした。3名はその日の最終便で宇宙へ向かう。クンパとマスクもそれを追うかのように乗りこんだ。メガファウナもガードのケルベス達を乗せ、テリトリィを脱出し宇宙へと向かう。アメリア艦隊からの襲撃に備えアーミィのガランデンも飛び立った。

第11話 - 第13話
グシオンがアメリアへ帰着する前に、アメリア大統領ズッキーニ・ニッキーニが強権を発動し、キャピタルタワー占拠作戦が発動されてしまう。2隻の先行艦サラマンドラとガビアルのMS大隊は大尉に昇進したクリムが率いていた。帰り着いたグシオンは大統領に即時中止を具申するが、却下される。グシオンは諦めて後続の主力艦隊の指揮を執るが、戦術上の理由を作り進路をザンクト・ポルトへ変更してしまう。サラマンドラとガビアルは当初計画どおりアンダーナットへの攻撃を開始する。アンダーナットからはアーミィが応戦。追うメガファウナとガランデンもサラマンドラ隊の阻止を試みる。ガランデンから発進したマスクの新型MSマックナイフ隊はサラマンドラへ牽制を行った後、本来の命令であるG-セルフとラライヤの奪還作戦を試みる。ケルベスの乗るレックスノーを拉致し、メガファウナにG-セルフとラライヤへの人質交換を求めた。マスクに誘い出され、ベルリとマスクは初めて宇宙服で直接対峙するが、その間にケルベスは自力脱出、ベルリもG-セルフへと逃れ、マスクの作戦は失敗する。一方サラマンドラもアンダーナットとガランデンからの攻撃を捌ききれず、周回軌道航行の時間制約によりアンダーナットの占拠は失敗する。
クリムはキャピタルタワーの救助規定に目を着け、ガビアルを難破船に擬装しザンクト・ポルトに兵を送り込み占領する計画を立案する。マスクのMS隊はサラマンドラの撃沈を目指し、フォトン・アイを装備した誘導弾で攻撃したが、「アサルトパック」を装備したG-セルフの長距離狙撃に阻まれる。クリムの作戦は奏功しザンクト・ポルトはアメリア軍に占領される。グシオンも到着した。メガファウナは144番ナットへ向かい、アイーダ、ベルリ、ラライヤ、ノレドの4名でザンクト・ポルトに先行偵察へ向かった。ザンクト・ポルトの聖堂にはゲル法皇、ウィルミット、クンパ、グシオン、クリムが揃っていた。クリムは法皇にタワーの管理をアメリアに委譲しろと迫る。そこへアイーダ達も追いついた。その時ザンクト・ポルト上空のガビアルが何者かに撃沈された。月方向より所属不明の艦隊がMSを多数発進させ迫ってきたのだ。
謎の艦隊はノウトゥ・ドレット将軍の率いるトワサンガの強硬派勢力「ドレット軍」だった。アメリア軍は迎撃態勢に入る。ガランデンのアーミィはアメリアに共同戦線を張ろうと呼びかける。ベルリ、ノレド、ラライヤ、アイーダ、ケルベス、ルアンはガランデンに寄り、ベルリとノレドはマニィと久々に再会する。トワサンガ艦隊から交渉団の小艇がザンクト・ポルトへ向かい始めたが、クリムは投降に見せかけてトワサンガ艦隊旗艦を奇襲する作戦を立案・実行する。ミック、マスク、マスクの副官バララ、ベルリ、ルアン達が参加するが、怪しまれて失敗、撤退する。
交渉団は聖堂に到着し、トワサンガ軍は地球上の大陸間戦争の状況を鑑みて組織したもの。地球再建の為にはトワサンガ艦隊の港も必要。タワー侵略の意図はない。地球に禁制の技術を流布した亡命者の名簿を地球側でまとめて提出して欲しいと伝えてきた。アイーダはトワサンガの現状を自身らの目で直接確認すべきだと、ベルリらとトワサンガへ向かうことを決意する。

第14話 - 第15話
交渉団は聖堂でグシオン、ウィルミットとの会議を行い、トワサンガ政府から地球上の各国政府宛の要望書を提出、グシオン達は受領する。アイーダ、ノレド、ラライヤが見学し、記憶を取り戻したラライヤは交渉団3名の名前を語る。彼女はトワサンガの別の軍に居たという。クンパは部隊を補強するのでドレット将軍をザンクト・ポルトから離れた場所での戦闘で叩けとマスクに指示する。マスクはトワサンガ艦隊の混乱と陽動を狙って、投降すれば地球居住権を与える旨の通信筒をドレット艦隊の旗艦に撃ち込み、直後にガランデンを月へ向けて発進させる。サラマンドラとメガファウナがそれに続く。ドレット艦隊のMS部隊はしばらく追撃したが、その中の1名リンゴ・ロン・ジャマノッタは投降してベルリに捕えられる。
ドレット艦隊のマッシュナー・ヒュームは地球艦はトワサンガ本国で拿捕が可能。自分達は増援部隊と共に次の「レコンギスタ作戦」を遂行するのだと語った。そのマッシュナーの艦クノッソスより支援機アリンカト2機に分乗したロックパイ・ゲティのMS小隊がメガファウナとサラマンドラの撃沈を狙い発進する。クリム達はMS隊で応戦出撃し、メガファウナは網によるバリアの敷設を行う一方、G-セルフにアサルトパックを装備させ出撃させる。ベルリがG-セルフ単独でロックパイ達をほぼ無力化し、撤退を始めさせた後、クリム達が逆追撃して撃退に成功する。この間ラライヤもリンゴの乗機だったモランを操り自らメガファウナを防衛した。
メガファウナとサラマンドラはトワサンガの宙域に達し、ラライヤの水先案内でシラノ-5のサウスリングに寄航する。コロニー内部へ進入直後、クリム達はMSザックスに乗る本国守備隊のガヴァン・マグダラに取り押さえられてしまう。ラライヤ、ベルリ、アイーダ、ドニエル、ケルベス達は無事守備隊の目を逃れ、ラライヤの故郷の街郊外のモライの林に着く。ラライヤの隣人でレジスタンスのフラミニア・カッレ達が迎える。フラミニアはベルリとアイーダの姿に驚き、引き合わせたい人物がいると語る。

第16話 - 第18話
ベルリ達はフラミニアにレジスタンスのリーダー、ロルッカ・ビスケスの家に案内され、ロルッカとミラジ・バルバロスに会う。二人はベルリとアイーダを「レイハントン家の皇子、皇女」と呼び、2人の生家であるレイハントン家の屋敷へと案内する。アイーダは屋敷の子供部屋で実の両親の写真を見つけ涙する。ロルッカとミラジはベルリとアイーダが実の姉弟であること、幼い頃にピアニ・カルータ大尉により地球へ亡命させられ、捨て子として処理されたこと、G-セルフは「YG-111」という制式名でロルッカ達がドレット軍用に製造し、事前偵察用機として採用されたこと、採用決定後にレイハントン家の遺伝形質を持った人間だけを生体認証するレイハントン・コードを追加実装したことなどを明かす。アイーダはロルッカとミラジに対し怒り、今後は自身で行動目的を決めていくと宣言する。
トワサンガの政権と軍部はクリム・ニックがアメリア大統領の息子であることを知り、クリムを国賓待遇に変更し、サラマンドラをセンターリングへ迎え歓待した。また遅れて到着するアーミィのガランデンも歓迎しようとする。クンパやマスク、クリムもトワサンガの軍事力を取り込みたい意図で共通している。ベルリは周囲の制止を無視し、G-セルフ単独で接近中のガランデンへ意図確認に出向くが、ガヴァンのMS隊に発見される。ガヴァンはラライヤが帰還したものと思い問いかける。ベルリは応答できず怪しまれ、G-セルフはネットで捕縛され爆破されそうになる。ベルリは必死でネットから逃れ、ザックス数機を傷つけ撤退させる。ガヴァンはG-セルフの想定外の性能に驚く。
サウスリングの農業ブロックの外壁がメンテナンス不良から剥がれ、大量の瓦礫や土砂が宇宙に流出した。アイーダの判断で、メガファウナはロルッカ、ミラジ、フラミニア達を乗せたまま出航し、瓦礫回収作業を手伝う。ドレット軍はG-セルフをアーミィ側に奪取したいクンパに実験機のMSビフロンを供与した。バララがビフロンの試運転に出かけ、マスクも付き添う。クリムは警戒してミックと共にマスク達を追う。ラライヤはレジスタンスから贈られたMSネオドゥで瓦礫撤去に向かおうとしたが、予期しない挙動により制御を失い、ビフロンと接触してしまい小競り合いとなる。これを発端にメガファウナのMS隊、ガランデンのMS隊、サラマンドラのMS隊は地球人同士で三つ巴の戦闘を始めた。そこにロックパイらトワサンガのMS隊が到着し、停戦し瓦礫撤去作業を行えと指示する。ロックパイはシラノ-5へ寄航中のヘルメス財団の艦艇カシーバ・ミコシやクレッセント・シップの機嫌を損ねる行為はトワサンガと地球のエネルギー供給が絶たれる危険を孕むと解説する。ベルリが先陣を切って瓦礫撤去作業を開始し、他の地球勢も競うように撤去作業を始めた。
その最中、クンパはガランデンのランチでメガファウナに接舷して潜入しロルッカと会話する。クンパ・ルシータの本名は「ピアニ・カルータ」といい、かつてベルリとアイーダを地球に亡命させたトワサンガ人だった。クンパは政争の火種となるベルリとアイーダを再度呼び寄せたロルッカを非難し、ロルッカは地球の急激な技術進歩はクンパの所業だろうと非難する。クンパはアイーダにも見つかり、メガファウナから去る。
アイーダは自分の役割について悩んだ後、生家とドレット家との争いの元となったヘルメス財団本拠地、金星軌道上にあるとされるスペースコロニー群であるビーナス・グロゥブを自身の目で確認したいと言い出す。G-セルフ奪取を狙い攻撃を仕掛けてくるトワサンガ軍、アーミィの追っ手から逃れるにも好都合なビーナス・グロゥブへ戻るクレッセント・シップへ逃げ込む計画を立てて実行に移す。
メガファウナは安全のためカシーバ・ミコシを背にした近傍の宙域に停泊していたが、各々異なる思惑からG-セルフの奪取を狙うマスク、ガヴァン、ロックパイ、クリムのMS隊が来襲する。マニィはマスクのメガファウナへの潜入を手伝ったが、直後にMS戦が始まり、メガファウナの艦内に取り残される。メガファウナはクレッセント・シップに向けて発進し、G-セルフがMS隊を引きつけている間にクレッセント・シップ内側へ無事到着する。ベルリのG-セルフはロックパイのMSガイトラッシュの猛攻を受けるが、ビームマント発生器を破壊して辛くも撃退する。その後ベルリの持っていたGメタルを鍵としてクレッセント・シップのエンジン起動が促進され、ビーナス・グロゥブへ向けて出航する。クレッセント・シップのエンジンルームには、レイハントン家の紋章があり、ベルリはこの部屋でアイーダと共に亡き父母への思いを馳せ、自身を取り戻していった。

第19話 - 第22話
クレッセント・シップ艦長のエル・カインドは、「アグテックのタブー」で地球に高度な技術の開発や利用を禁止してきた理由を、かつての人類が大量消費と戦争で地球を住めなくしたからであると説明した。その代償としてヘルメス財団はエネルギー源のフォトン・バッテリーを無償で地球圏に供給を続けてきたとも解説する。アイーダはエネルギーの独占は悪であるとの自分の思想はアメリアで周囲から教えこまれたもので自身での判断ではなかったことに気づく。ベルリからの地球圏での戦争状態を止めて欲しいという願いや、カインドからの助言を受け、アイーダはグロゥブを治めるラ・グー総裁に会うことを決める。
ビーナス・グロゥブが間近となった頃、「ジット団」と名乗るMS隊が出迎えの名目でクレッセント・シップに降り立つ。だが彼等は武力で船を占拠。呼応してフラミニアと助手のヤーンはG-セルフを強奪しようとする。二人もジット団のスパイだった。止めようとしたベルリは麻酔で眠らされ、メガファウナのクルーたちは全員軟禁、クレッセント・シップのクルーも人質にされてしまう。
ジット団はキア・ムベッキをリーダーとする地球へのレコンギスタを主目的とするビーナス・グロゥブ内の新勢力だった。彼らはトワサンガのハザム政権とも協力関係を結んでいた。ジット団はクレッセント・シップの針路を彼らの基地ジット・ラボラトリィへ変更させたが、ビーナス・グロゥブの警察テン・ポリスのMS隊に見つかり咎められた。キアと部下達はテン・ポリス撃退のためMSで出撃する。この隙を突きメガファウナはクレッセントシップから脱出する。ベルリはG-セルフをフラミニア達から取り返し、キアのMS隊と対峙する。予想外の性能を示したG-セルフにキアは興味を抱き、鹵獲しようとMSジャイオーンで執拗にG-セルフを追撃するが、ジャイオーンのビームサーベル攻撃がコロニーの海洋を構成するシー・デスクに大穴を開けてしまう。とめどなく流れ出る大量の海水を前にキアは狼狽する。穴に飛び込んだジャイオーンをベルリが追い、キアの部下のMSも続く。
一方メガファウナはジット・ラボでアイーダ、ラライヤ、ノレド、マニィ、リンゴ、ケルベス達を降ろした後、首都ロザリオ・テンへと向かった。マニィとノレドはジット・ラボで新型MSのG-ルシファーを鹵獲する。キアはラボから組み立途中の大型MAコンキュデベヌスを持ち出し、ジャイオーンとドッキングして再度ベルリに挑むが、海水流出による環境破壊の進行を看過ごせず、戦闘を中断して、コンキュデベヌスの機体で穴を塞ごうと自沈させる。部下のクン・スーンはキアを助けようとMAジロッドで後を追ったが、救助を拒むキアはレコンギスタの完遂を部下に託して浸水する機体と運命を共にした。悔しさを噛みしめクンはポッドで脱出する。2機のMAによって海底の穴は塞がれた。ベルリたちはロザリオ・テンに集合し、若々しい容姿のラ・グー総裁と面会する。ラ・グーは一行を歓待しつつ、ジット団を止められなかった管理不行き届きなどを詫び、長い年月で人心が変わってきている事、ビーナス・グロゥブで発生する「ムタチオン（突然変異）」への絶望からレコンギスタを望む層が生まれたのだと明かす。ラ・グーはムタチオンにより200年近く生きていると告げた。
メガファウナのクルーを招待しての昼食の後、ラ・グーはアイーダと改めて面談する。フォトン・バッテリーの集合体であるビーナス・グロゥブは、地球圏が真に枯渇する将来が訪れた時に、地球を丸ごと隣の若い銀河に移動 させるための物で、それを実現するには球全体をフォトン・バッテリーで充たした状態の物が、あと3つは必要とラ・グーは語る。
だが、その高い理想のために集ったビーナス・グロゥブの民であっても、たった数百年で当初の理想を忘れ、困難に絶望し、ピアニ・カルータやジット団のような地球へ戻ろうとする勢力を生んでしまったこと。それらを鑑みてより一層、高度な技術は地球圏の人々からは隠匿すべきだと考えてきたのだと語る。アイーダは絶望の理由を問う。ラ・グーは身体劣化の病「ムタチオン」の実情をラ・グー自身の身体でアイーダに見せる。アイーダは驚愕しつつその姿を受け止め、正しい人の在り方についてより深く考えていく。
ジット団はキア・ムベッキを弔いつつレコンギスタ作戦を発動、制止するテン・ポリスをフルムーン・シップからのビーム射撃やクンの新MSマズラスター他のMS隊での攻撃で実力で排除して、地球へと出発する。それを追ってクレッセント・シップとメガファウナも、ジット・ラボの新武装、新MS・新MAを載せて地球へと出発する。ジット・ラボのエンジニア達や数名のテン・ポリスも旅に加わった。
地球周回軌道まで帰還したベルリ達はアーミィの基地になった第3ナットの偵察に向かうが、ベッカーのウーシァ部隊より攻撃を受ける。ベルリはビーナス・グロゥブで得た、これまでの6つのバックパックの機能をすべて包含するバックパック「パーフェクトパック」の独自武装フォトン・トルピードを試射して反撃した。たった一射で敵部隊を壊滅させたその威力にベルリは恐怖する。第3ナットに着いたベルリ達はアーミィの新造戦艦ブルジンを見る。ベルリはウィルミットと久々に対面する。ジュガンとクンパはベルリ達に、ドレット軍がカシーバ・ミコシを占拠しゲル法皇を人質にした事件が起きたこと、それをマスクが解放したことなどを解説する。トワサンガで歩み寄りを見せたアーミィとドレット軍は決裂していた。ジュガンは紛争勝利のため、G-セルフをアーミィ戦力に組み込み、アイーダは人質にすると述べるが、ベルリ達はウィルミットの反対を傘にして第3ナットを脱出する。ベルリは職務のみに没頭し、息子の動静に無頓着なウィルミットに落胆して愚痴をこぼすが、アイーダらに励まされ、ベルリも誇りに思える母だと気を取り直す。ビーナス・グロゥブまでベルリらに同行していたマニィは、ジット・ラボから入手したMAジーラッハでメガファウナを離れ、ガランデンへ帰投、マスクと再会する。

第23話 - 第26話（最終話）
ベルリ達はアメリア艦隊のグシオン総監を訪ねる。グシオンもまた、メガファウナとG-セルフとをアメリア軍へ編入し、自戦力として使いたい意向を示すが、ベルリは地球の誰かの命令で戦うのは嫌だと述べ、アイーダとノレドはそれがメガファウナの総意だと補足する。アイーダはグシオンに育ててくれた感謝を伝え、出来ることは協力はするが、メガファウナは独自に地球圏の争乱の収拾のため行動すると伝え、軍編入を固辞した。
その後、アーミィのベッカーのウーシァ部隊と、ドレット軍のロックパイが駆るガイドラッシュ率いる部隊の交戦にベルリらは遭遇する。それを止めようと、その戦場の中心となっていたガイドラッシュを、パーフェクトパックの力を駆使して撃墜するベルリ。パーフェクトパックの絶大な力を扱う者としての責任を抱え込みすぎるベルリを、G-ルシファーを操縦するラライヤとノレドは叱ってみせた。
各勢力が最終決戦に向けて準備を整える。アメリア軍のクリムにはジット・ラボ製の強襲MSダハックをコアユニットとする新型MAダーマ、ミックにも同じくジット・ラボ製の新型MSトリニティが、ロルッカとミラジの手によって渡る。アーミィのマスク部隊はジット団のフルムーン・シップと接触、ジット団もレコンギスタを円滑に進めるため、互いの利害が一致し同盟を組む。マニィはマスクにベルリと友達になって欲しいと懇願するが、ベルリはレイハントン家の子供だったとの説明に、マスクはより一層ベルリを生まれながらの権力者で“独裁者”に成りかねない危険な存在だと、警戒と敵意とを強めてしまう。マニィは説得を諦め、ルインのために共にベルリと戦うことを決意する。
アメリア軍のグシオンは、クリムに反対されるも、事態の更なる悪化を防ぐため、ドレット軍との休戦協定の会合を開こうとしていた。帰還したマニィにマスクの横を譲ったバララは表面上は潔く冷静さを装うも、ジット団から提供されたMAユグドラシルで出撃し、その鬱憤をぶつけるかの如く、凄まじい火力で休戦協定の会合を開こうとしていたアメリア艦隊とドレット艦隊を壊滅させ、ドレット軍の旗艦ギニアビザウにいたドレット、アメリア軍の旗艦ラトルパイソンにいたグシオンも命を落とす。多くの命を奪うユグドラシルを阻止せんとメガファウナも参戦、アイーダは新装備を施したG-アルケイン フルドレスで出撃する。G-ルシファーとG-アルケイン フルドレスが活路を拓き、G-セルフ パーフェクトパックが懐に入り込む、三機の連携による活躍でユグドラシルは撃破された。撃破後、休戦を信じていた父の死に悲嘆に暮れるアイーダを見て、ユグドラシルのような大量破壊兵器を戦場に送り込むマスクの存在を危険視するベルリであった。
マスクが駆るジット団より譲渡された最新型のG系統MS「カバカーリー」によって、唯一生き残っていたマッシュナーの艦も撃沈されたことでドレット軍は壊滅。戦場に残ったのはアーミィとジット団の連合軍、グシオンに代わってクリムが率いるアメリア軍、その争いを止めようとするベルリらメガファウナの海賊部隊の三勢力となった。最終決戦は大気圏上層での戦いとなり、地球の重力に引かれ、戦いはより混戦の色合いを強める。ベルリのG-セルフもマスクのカバカーリーとマニィのジーラッハの襲撃を受ける。クリムらの母艦サラマンドラが艦の機能を過信しすぎて操艦を誤り大気圏突入を失敗する中、大気圏を無事突破した各勢力の兵士たちの眼前には、ギアナ高地の広大な大地が広がっていた。
そこに漁夫の利を得ようと、ズッキーニ大統領が派遣した新たなアメリア軍までが参戦。乱戦の中、クリムとミックはジット団のチッカラとクンと対決、死闘の末この勝負を制する。アーミィを指揮するジュガンや、このレコンギスタにまつわる争乱の根源を作った黒幕クンパはその戦火の最中で死亡する。戦いをやめさせようと戦場を駆けるベルリだったが、単機での大気圏突破と、ジット・ラボ製MSの想像以上の戦闘力にG-セルフの高圧縮バッテリーであってもエネルギーが底を尽きつつあった。その状況下で戦闘を沈静化させるためには、この戦場で一番大きなフォトン・エネルギーを持つ機体を撃墜することに尽力しようとフォトン・サーチャーを発動する。その反応の先にいたマスクが駆るカバカーリーと再び遭遇、決戦となる。壮絶な一騎討ちの末、G-セルフとカバカーリーは相討ちとなるも、パイロットのベルリとマスクは互いに無事生き残る。ラライヤたちメガファウナの海賊部隊の奮戦もあり、ようやく沈静化していく戦場。ベルリとマスクの決着を見届け、アイーダが停戦と負傷者らの救助を宣言、戦いは終結した。
その戦いからしばらくの時が流れ、ビーナス・グロゥブに帰る前に地球一周旅行をするクレッセント・シップとそれに同乗するアイーダらメガファウナの面々。それを遠くから見送るルインとマニィの姿もあった。それぞれが新たな道を見い出す中、ベルリは一人でクレッセント・シップから日本に降り、自身の目で本当の意味で世界を知るために、シャンクによる地球一周に旅立ち、富士山から世界へと駆け出していった。

## 作品設定・用語

### 世界観・歴史
リギルド・センチュリー（Regild Century）
『機動戦士ガンダム』などの物語の舞台であった「宇宙世紀」の後に制定された年号。略称は「R.C.」。「リギルド」は「再鍍金」の意味で、虚飾にまみれた大人たちの世界の鍍金を、若者たちが剥がして新たな世界を築いていくという含意からきている。
本作の物語は、改号から10世紀以上が経過し、宇宙世紀時代の記憶も薄れたR.C.1014年が舞台となる。宇宙世紀が何世紀まで続いたのかは不明だが、劇中では「宇宙世紀を含めて2000年を越す歴史」がある旨の台詞がある。
R.C.の世界では、宇宙世紀時代の技術体系を進歩させることは「アグテックのタブー」として禁忌とされているが、あくまでそれ以上の技術の「進歩」が禁止されているのであって、在来の技術自体は存続し使用されている。
クンタラ
宇宙世紀末期、地球規模の食糧難に一部の特権階級に「代用食」として食された下級階層民、及びその末裔を指す蔑称。本編の時代では幾分薄れてきているものの、依然要職につけないなど差別と偏見が残っている。「人の食い物にされるような劣った人々」という婉曲な表現で語られる場合もある。
富野由悠季によれば、作品内でそれら過去の事象に詳しくは触れないが、クンタラ出身の登場人物達のキャラクターには強く反映されている。ネーミングは敢えて強い違和感を抱かせるように創作したとのこと。
スコード教
キャピタル・テリトリィを中心に世界中で信仰されている宗教。フォトン・バッテリーを宇宙からもたらすキャピタル・タワーを神聖視している。地球の信仰者は教義「アグテックのタブー」を遵守しており、その違反や聖地を汚すような行為には「祟り」があると信じている。
劇中、登場人物が窮地に陥った際に「スコード！」や「オーマイスコード！」などと叫ぶ描写があるが、これは「南無三！」「神様！」「ジーザス！」「オーマイゴッド！」などに相当するような祈りの言葉である。また、第4話でG-セルフは、ベルリのこの祈りに呼応するかのように未知の力場を発生させ敵を退けた。「スコード」という言葉は挨拶符牒としても使われ、信仰者同士は互いに右手を挙げ「スコード」と挨拶する。
ピアニ・カルータ事件
かつてビーナス・グロゥブにて、ピアニ・カルータが起こした事件。ビーナス・グロゥブ生まれの人間の一部に発生する突然変異「ムタチオン」に絶望し、人間は「弱肉強食」という動物としての本来の在り方に戻るべきと説き、戦うことによって、人間本来の生命力を取り戻そうと、人々に「レコンギスタ」の必然性を提示した。
レコンギスタ
宇宙環境での過酷な生活と、上記のピアニ・カルータ事件などから、宇宙世紀終焉からリギルド・センチュリーに至るまでの長い間、宇宙に住むことを余儀なくされてきた人々が、地球の大地への帰還・移民を望む思想・活動、及びそれを実現させるための作戦を称して「レコンギスタ」と呼ぶ。月のトワサンガのドレット軍、金星方面のビーナス・グロゥブのジット団など勢力こそ違うが、両者とも等しくレコンギスタを掲げている。テレビシリーズ終盤の第22話以降、ドレット軍、ジット団の両陣営共に「レコンギスタ作戦」を実行に移す。

### 国家・組織・施設
本作の主な舞台は、地球上のキャピタル・タワー周辺の都市国家「キャピタル・テリトリィ」とそれに敵対しつつある大陸国家「アメリア」、月の裏側の宙域のスペースコロニー国家「トワサンガ」、金星方面宙域のスペースコロニー国家「ビーナス・グロゥブ」の4つの国家となる。各国家もいわゆる“保守派”と“改革派”（例を挙げると【キャピタル・テリトリィ⇒キャピタル・ガードとキャピタル・アーミィ】、【トワサンガ⇒本国守備隊とドレット軍】、【ビーナス・グロゥブ⇒テン・ポリスとジット団】など）がいるなど、単純に一枚岩ではない。
主立って戦闘を繰り広げ、劇中の最終決戦まで絡む組織は、4つの国家それぞれの“改革派”である「キャピタル・アーミィ」、「アメリア軍」、「ドレット軍」、「ジット団」の4つの勢力である。主人公のベルリとアイーダが属する「海賊部隊」は、本来アメリア軍の秘密独立部隊であったが、旅をするうちに4つの国家それぞれの穏健派な人々が乗り合わせる中立的な立場となり、戦争を防ごうと奔走する。
キャピタル・テリトリィ
ベルリたちの住んでいた都市国家。赤道直下のエルライド大陸北部、カリブ海からアマゾン川流域に至る国土を持ち、キャピタル・タワーの存在によって繁栄を極めている。現在の国家元首はビルギーズ・シバ。
キャピタル・ガード
キャピタル・タワーの防衛と保守点検、クラウン運行の安全確保を目的とした警備的自衛組織。トップはタワーの運行長官であるウィルミット・ゼナム。
キャピタル・アーミィ
キャピタル・ガードからの引き抜きと新規の募集を行い設立されたキャピタル・テリトリィの新軍組織。大陸間戦争を続けているアメリア軍・ゴンドワン軍などからの侵略を想定して設立された。スコード教の禁忌に触れているかと思える新型武装の導入運用に積極的でウィルミットは危険視しているが、法皇は一応タブーは守られていると認めている。トップはジュガン・マインストロン司令。
なお、引き抜き派と新規派には、士気や錬度でかなりの差がある。
セントフラワー学園
キャピタルの学校。劇中にはノレドやマニィが所属するチアリーディング部が登場する。

キャピタル・タワー
キャピタル・テリトリィの中心部に存在する軌道エレベータ。宇宙世紀時代に建設されたエレベータを基に大規模改装を施している。宇宙からもたらされるフォトン・バッテリーを運ぶ世界唯一の施設で、神聖視されている。全長8万km。4線の並列構成になっている。基本的な原動力は、地球の存在そのものがバッテリーになっている。これは、人工的なエネルギーを供給して維持できるほど、簡単なシステムではないため。
ビクローバー
キャピタル・タワーの地上側発着施設。4つのブロックに分かれており、ベルリたちが通うキャピタル・ガード養成学校を始め、セントフラワー学園、空港など様々な都市施設が存在している。
ザンクト・ポルト
キャピタル・タワーの最上部施設でトワサンガから運ばれるフォトン・バッテリーの積み下ろし港、スコード教最大の聖域。
ナット
キャピタル・タワーの途中に設けられている多数の宇宙ステーション。正式144基の他、高度約300km地点に事前工事用衛星を基にした「アンダーナット」がある。標準サイズは直径1300m、高さ400m以内でケーブルに固定された駅施設部と、回転する外周リング部に分かれる。ケーブル間に発生させたMMFという場の力によりケーブルの指定位置に固定され、ミノフスキー・クラフトで滞空している。
クラウン
キャピタル・タワー内を往還するゴンドラ。1ユニットの高さは約60メートル。球形の荷台部の上下にボーディング・ブリッジと連結器が、下部にミノフスキー・クラフトを備える。3本のアームでケーブルを掴みMMFと呼ばれる場の力で上下移動する。鉄道車両のように客車や貨物用など用途別のユニットを連結し編成を構成して運用する。

アメリア
エルライド大陸の北側、かつて北米と呼ばれた地域に位置する大陸国家。ゴンドワンと敵対している。また、主要な都市としてニューアークがある。大統領を国家元首とするので共和制のはずだが、劇中の大統領ズッキーニ・ニッキーニ は自国の国号を「アメリア帝国」と呼んでいる。また、軍の最高指揮権（統帥権）は大統領ではなく総監が有しており、これをさしおくと大統領といえど「統帥権の侵害」となる。キャピタルによるエネルギー配給の独占を悪とみなし、自国による管理およびエネルギー生産や流通の自由化実現を志向している。第8話・第13話によると大陸国家ゴンドワンと10年（第6話では20年とも）もの間、大陸間戦争を起こしているため、平穏な時代が続いていた本作の世界観の中では、軍の戦闘経験には長けている。
『∀ガンダム』にも同名の大陸が登場する。
海賊部隊
「宇宙海賊」とも呼称される、アメリア軍の秘密独立部隊。宇宙戦艦メガファウナやMSグリモア等を運用し、タワーからのフォトン・バッテリー強奪や諜報活動を行っていた。
アメリア軍の諜報部隊ではあるが、表向きは軍属ではなくあくまで“宇宙海賊”という立場を取っていた。軍令行動時以外は、アイーダの意見を基に独自裁量的に行動している。
ビーナス・グロゥブへの旅をする過程で、キャピタル・ガードやトワサンガのレジスタンス、ドレット軍からの脱走兵や捕虜、アーミィの兵、ビーナス・グロゥブの客人等様々な出自の人間が乗り合わせ共棲する艦となった。各陣営からの様々な人材が無差別に寄り集まり、中立性を保っている。地球圏へ帰還後の第23話で、グシオンはメガファウナをアメリア宇宙艦隊へ移籍させる意向を示すが、アイーダらはそれを拒み、艦隊へ協力はするが単独で地球圏の争乱収束のための行動をとる旨を伝えた。
ビクエスト島
海賊部隊の基地となっているカリブ海の島。アメリアの「カリブ海洋研究所」が置かれている。研究所の脇の岩山内が洞窟状のドックとなっている。

ゴンドワン
アメリアの東方、キャピタルの北東、かつての欧州地域にある大陸国家。アメリアと敵対している。
第8話・第13話によるとアメリアと10年（第6話では20年とも）もの間、大陸間戦争を起こしている他、キャピタル・アーミィとは協力関係にあり戦艦ガランデンの調達先としてその名前が挙がるが、劇中、話題には挙がるもののその国自体は一度も登場せず、人物も一部がガランデンの運用クルーとして登場するのみ。
トワサンガ
月の裏側のスペースコロニー群からなる国家。地球では近年の会議でようやく存在が公然化した。宇宙世紀以来の2000年以上の歴史を持つ。宇宙世紀時代、ジオン公国のサイド3が存在した宙域でもある。
現在の「ハザム政権」は、ドレット家がレイハントン王家を倒して擁立した傀儡政権。ただし「レコンギスタ」政策自体は民意を強く反映したものである。
シラノ-5
2つの採掘用小惑星間を円柱状の構造物で接続した形状の複合コロニー。円柱に沿い5つのリング状コロニーを持ち、最北側リングをノースリング、最南側をサウスリング、3番目のリングをセンターリングと呼称する。センターリングにはドレット艦隊の基地のアパッチ軍港があり、ドレット軍の中枢となっている。クンパによれば「シラノ」の名称は小惑星の形状がシラノ・ド・ベルジュラックの鼻に似ているからとの事。
前身は、宇宙世紀時代の資源衛星「ルナツー」であり、採掘により現在の姿となった。
ドレット家
トワサンガの軍人家系。10数年前のクーデターで王家のレイハントン家を滅ぼして台頭した。地球へ帰還する「レコンギスタ作戦」の実行とフォトン・バッテリー技術のヘルメス財団からの解放を主張し、自ら遂行しようとしている。現在の当主はノウトゥ・ドレット。
ドレット軍
ドレット家が組織した軍。地球の艦隊行動を察知し、トワサンガ政府の意向を地球側へ伝える名目でザンクト・ポルトに急遽赴いた。地球へ帰還する「レコンギスタ作戦」遂行を目的としている。
一時期キャピタル・アーミィとは、レコンギスタを円滑に進めるため、実験機MSビフロンを貸与するほど懇意にしていたが、ベルリらがビーナス・グロゥブまで旅に出ている間にドレット軍が起こした、カシーバ・ミコシを占領してゲル法皇を人質とする事件が決定打となり、その協力関係は解消された。

レイハントン家
ヘルメス財団とも繋がりの深い トワサンガの元王家。宇宙世紀時代からの技術を継承・管理していた。ドレット家の主張するレコンギスタの実行やフォトン・バッテリー技術の解放には反対の立場を取っていたが、クーデターによって滅びる。シラノ-5のサウスリングに領地を持ち、ベルリとアイーダの生家も在る。
トワサンガ本国守備隊
トワサンガ本国の治安維持と防衛を目的とした軍組織。トワサンガ政府を事実上支配しつつあるドレット軍とは折り合いが悪い。ガヴァン・マグダラの率いるMSザックスのみで構成された精鋭部隊は「ザックス兵団」という別称を持つ。
レジスタンス
政策化されてしまったレコンギスタ作戦に反対する人達。レイハントン家の元家臣や領地民が参加している。

ビーナス・グロゥブ
金星近傍宙域にあるとされた巨大な球状のフォトン・バッテリーの集合体とそれに付随する「オーシャン・リング」と呼ばれるスペースコロニー群の総称。それらを管理するヘルメス財団のトップはラ・グー総裁。実際には金星方面にあるだけで、金星宙域にある訳ではないとのこと（富野由悠季曰く「イメージとしては月のちょっと先」）。
コロニー部は直径100km、水深150mの海を持つ「シー・デスク」 と呼称する円盤型のコロニーを6つ接続した円環構造で、環の中心には資源採掘小惑星がある。この全体を「オーシャン・リング」と呼ぶ。
球状のフォトン・バッテリー集合体は本物語では4対のバッテリー群の環で構成されており、エル・カインドによれば直径は月と同程度で「ビーナス・リング」と呼ばれる。
月ほどの大きさにまでフォトン・バッテリーを貯蔵しているのは、将来的に地球圏が枯渇するほどの危機的状況が訪れた際、地球を若い銀河に丸ごと移動させるため、いわゆる「ダイソン球」を完成させるという壮大な計画の実現を目指してのもの。
ロザリオ・テン
ビーナス・グロゥブの首都。フォトン・バッテリーの生産拠点でもある。どれ位の期間、地球の人々の復興のために従事してきたのか正確には不明だが、劇中「1000年の夢」という台詞がある。
ヘルメス財団
フォトン・バッテリーや水の玉、空気の玉などの生産・供給を管理している財団。トワサンガで創設されたが、現在はビーナス・グロゥブを拠点とする。
フォトン・バッテリーの供給システム、スコード教、アグテックのタブーを考案した組織。旧来のエネルギーでは限界を察し、宇宙世紀の度重なる戦争で傷付いた地球の再生のため、過酷な環境である金星まで出向き、自身らを犠牲にしてフォトン・バッテリーを開発・製造した。
争いが起きぬように「スコード教」や「アグテックのタブー」を作り、それらによって自身らを神聖視させることで、権力とは切り離した不可侵な存在として、地球人が戦争を起こさずに地球を復興できる程度にフォトン・バッテリーを供給し、星を再生させようとした。
それから1000年経ち、ヘルメス財団を多くの人々が“天上人”と認識してはいるものの、その創設目的はトワサンガの人々ですら忘れてしまっており、それが「レコンギスタ」を引き起こす要因となった。
テン・ポリス
ロザリオ・テンの自警組織。その練度は低い。
ジット・ラボラトリィ
ビーナス・グロゥブの技術保全局。宇宙世紀の技術を研究しており、G系統の機体や各種MS、モビルアーマー (MA)の開発・製造を行っている。
ジット団
ビーナス・グロゥブから地球への帰還（レコンギスタ）を望んでいる一団の名称。リーダーはキア・ムベッキ。
宇宙世紀の技術を研究するうち、穏健なラ・グー総裁の意に反して地球へのレコンギスタを実行しようとする。リーダーのキアら主要メンバーを始め、その多くがジット・ラボラトリィの中の地球へのレコンギスタを宿願とする者たちで構成されるが、クレッセント・シップの乗組員から離反して参加した者たちなど、ラボの研究員以外のレコンギスタを熱望するビーナス・グロゥブ出身者らも参加している。戦争に憧れている者も多い。リーダーのキアを喪うもフルムーン・シップで地球圏へ飛来し、キャピタル・アーミィと手を組む。

ギアナ高地
キャピタル・テリトリィの北部にある、テレビシリーズにおける最終決戦の舞台となった場所。
テーブル台地と呼ばれる独特の地形で、周囲から隔絶された場所となっており豊かな生態系を残す。宇宙世紀には近郊一帯が地上、地下を問わず軍事基地化され、激しい戦争の舞台となったと言われている。
三つ富士
レコンギスタにまつわる一連の騒乱の終結後、G-セルフのパイロットとしての責務から解放されたベルリが、世界一周の旅の出発点に選んだ国・日本の一番高い山の通称。リギルド・センチュリーの時代の富士山は噴火活動によりその姿を変え、3つの頂を持つ山に変化している。なお、テレビ本放送時には、監督の演出意図が現場に伝わっておらず三つの峰が離れて中央が現代の富士山に近い形になっていたため、ブルーレイ版では富士山とかけ離れた稜線に修正されている。

### 技術・兵器
フォトン・バッテリー
本作で用いられている共通のエネルギー源。ビーナス・グロゥブでのみ製造できる、光を圧縮して貯め込んだ エネルギーを内包すると言われている。
その構造は、製造しているヘルメス財団の人間以外には全くのブラックボックスで、詳細な構成物質や原理は不明。分解は「アグテックのタブー」で禁止されており、なおかつ無理に分解すると爆発を起こす構造となっており、地球圏の者には事実上分解や解析は不可能。
宇宙よりキャピタル・タワーを経由して、地球上の各国へ一元的に統制配給されている。ビーナス・グロゥブで生産され、ヘルメス財団の船で月のトワサンガを経由して、地球へ無償配給されていることが徐々に明かされた。
フォトン・ラジエーター、フォトン・バランサー
フォトン・バッテリーの過剰なエネルギー供給を制御するための装置。MSなどの各部位に配備し、余剰出力を発光することで放出する。
G-セルフやビーナス・グロゥブ製のG系統MSは、特に強力な高圧縮のフォトン・バッテリーが内蔵されているため、フォトン・ラジエーターより高性能な「フォトン・バランサー」を機体の各部位や内部フレームに張り巡らせているため、他のMSとは一線を画する性能を発揮する。

水の玉、空気の玉
大量の水または空気を特殊な圧縮技術で球形の小容器に収納し携行できるようにしたもの。宇宙服やMSに組み込んで使用する。玉の中の水に魚などを泳がせたまま収納することも可能。第5話に登場した玉の直径は登場人物の掌よりやや大きく、表面に「W」、空気の玉を6つ収めた保管ケースには「TYPE ∀ BALL」と記載されていた。見た目通りの人間が持ち運びできる重さだが、水の玉が破壊された際には質量保存の法則を無視してMSを覆うほどの大量の水が中からあふれ出ている。フォトン・バッテリー同様ビーナス・グロゥブから地球に持ち込まれたものである。
ユニバーサル・スタンダード
メカニズムの統一規格。MSに限らず、様々な機器の多くが、国家を問わず同じ規格で作られ、簡便に操作や整備ができる。この場合の「ユニバーサル」は「宇宙世紀（ユニバーサル・センチュリー）」ではなく、「普遍的な」の意。
ヘルメスの薔薇の設計図
ビーナス・グロゥブより持ち出された、禁忌とされる宇宙世紀時代の技術遺産の総称。高度な技術が記されており、これを基に作られた機体は制作者にも、その真の能力は分からない。地上の各勢力の新型の機体や武装、戦艦はこのデータ内の設計図を元に製造されている。
ロザリオ・テンに刻印された薔薇のレリーフがその名の由来で、ヘルメスは天文・錬金術などを司る神。
G系統
ヘルメスの薔薇の設計図の「G項目」にある 設計図により製造された機体の総称。他のMSを圧倒する程の高性能が特徴。この「G」とは、基本設計が宇宙世紀時代の「ガンダムタイプ」に由来していることからと言われている。そのためか一部のG系統MSには、ガンダムタイプに似た頭部形状が見られる。
シャンク
二足歩行する車輌。マニピュレーターを備えた機種もある。ジャンプして着地するといったダイナミックな操縦も可能。
大気圏グライダー
大気圏に突入降下できる3座席の小型往還機。キャピタル・タワーのナットに配備されている。
接触回線
宇宙服のヘルメットやMSの装甲を直接接触させることで物体の振動から音声会話ができる。通称「お肌の触れ合い回線」。
MS内トイレ
本作に登場する全MSのパイロットシートがバキュームトイレの機能を備えており、座席シートを跳ね上げて洋式トイレのように使用する。それに対応して、宇宙服やパイロットスーツは用を足せるように尻の部分まで開くようにデザインをされている。G-セルフのトイレは用を足すと自動的に音楽が流れるようになっている。

### その他の用語
ムタチオン
ビーナス・グロゥブ生まれの人間の一部に発生する突然変異。低重力や宇宙線の被爆などの環境に置かれる地球圏外の宇宙空間、およびスペースコロニーでの生活によって、人間の遺伝子が変質し突然変異を起こす症例を指す。非常に長寿であるが小人症で、普段は「ボディースーツ」と呼ぶパワードスーツを衣服下に装着して身体サイズを補正し、活動を補助している。科学技術の進歩で長寿を獲得したが、生物としての活力が低下した存在と認識されている。作品中ではラ・グー総裁とフラミニアがムタチオンとして描かれた。
リギルド・センチュリーが始まって1000年が経ち、人間本来と異なる身体に変容し始めた事実が、地球への望郷の念を募らせ、レコンギスタ作戦を望む人々が増加したのは自然な流れであった。
プロデューサーの小形尚弘によると、ムタチオンは宇宙線の侵された身体を進歩した医療技術で保っている状態とのこと。これは、人の活動範囲が金星まで進歩すれば宇宙線に被爆する危険が生まれるなど、人間の手に余る制御できない域までの科学技術の発展にはリスクが伴うということ、技術が人間の手を離れて一人歩きしていくことの恐ろしさを表しているという。

## 登場人物

### 主要人物
ベルリ・ゼナム
声 - 石井マーク
キャピタル・ガード養成学校に通うパイロット候補生。愛称は「ベル」。首筋までかかる長い黒髪を持ち、パイロットスーツのヘルメットを被る際は頭頂部でピン留めしている。楽天家かつ好奇心旺盛な性格で2学年も飛び級したほどの才能や恵まれた家柄を妬んだ生徒から嫌がらせを受けることもあるがあまり気にしていない。反面、無茶な行動が度々見られる。また窮地に陥った際は、思わず手を重ね「スコード！」と祈りの言葉 を叫ぶほどの敬虔なスコード教信者でもある。
宇宙実習中に鹵獲したG-セルフに認証され、アイーダに一目惚れする。海賊部隊ではカーヒル殺害の負い目と、ノレドとラライヤを人質にされた事情からG-セルフを動かし、自分を救出に来たキャピタル・アーミィと交渉を試みた。その後、自ら志願してG-セルフの専属パイロットとなる。状況を利用し海賊部隊を内偵し、メガファウナを構成する装置・装備の刻印からアメリアの建造していた「ニック・スペース」だと割り出す。クリムに部下として望まれアメリア軍に勧誘されるが中尉待遇であれば入ると誘いをかわした。アーミィの設立経緯やキャピタルの裏事情、トワサンガの存在には疎かった。無用な戦いや敵対、人の死を避けたい想いが強く、対立関係にあったアメリアとキャピタル間で協調関係を模索したり、MS戦でも極力戦闘力のみを奪う攻撃法を好む。第23話では、ビーナス・グロゥブから帰還後に「戦争の“根っこ”になるものは取り除きたい」と考えるようになり、更にはビーナス・グロゥブまで旅するうち、世界の在り方と仕組みを考えて行動するようになる。
未熟であったもののMS戦経験を重ねる中で操縦技術を急成長させており、対峙したロックパイには旧世紀の伝説の「ニュータイプ」を思い起こさせた。
第16話で、自身がトワサンガのレイハントン家の嫡男で、想い人でもあったアイーダとは実の姉弟であったことを知らされる。当初はその現実を受け止めきれず混乱するが、次第にその事実を受け入れ、以後は彼女の事を「姉さん」と呼ぶようになる。
第26話のエピローグでは単身で日本へ降り立ち、シャンクに乗って世界一周の旅に出る。劇場版第5部のエピローグでは、自分を追いかけてきたノレドと砂漠で合流、以降は2人で旅を続けている。
専用パイロットスーツは赤。襟元には階級章の代わりにノレドがつけた小さなピンク色のウサギのアップリケがある。
アイーダ・スルガン
声 - 嶋村侑
海賊部隊のMSパイロット。階級は少尉。髪色はサーモンピンクで腰まで届く長髪。ベルリよりやや年上で背丈も彼より高い。アメリア軍総監のグシオン・スルガンの養女で海賊部隊やアメリア軍では姫様と呼ばれる。専用機はG-アルケイン。G-セルフにも認証されており操縦が可能。血気盛んで、自身の立場を顧みず前線参加したがるため、メガファウナのクルーには「突貫娘」「突撃娘」「じゃじゃ馬娘」と呆れられていた。しかし、戦争の原因であるフォトン・バッテリー供給の真実を知る旅の中で見識を改め、周囲から求められているリーダーの役割に少しずつ目覚める。第22話でラ・グー総裁よりムタチオンの実情を示されて驚愕し、同時になすべきことを決意した。第23話では養父のグシオンと意見対立しつつも、独自のやり方で戦争を収束させたい、そして、いい弟に相応しい姉になりたいのだと述べて別れた。第24話よりフルドレスを装備したG-アルケインでも活躍するも、グシオンとは死別する。第26話でアメリアの別動艦隊のキャピタル侵攻を止め、戦争終結を宣言した。エピローグではクレッセント・シップでの世界一周飛行の旅にメガファウナを率いて参加している姿が描かれた。劇場版では、ケルベスと徐々に距離を詰めていった。
キャピタルに捕えられた折には、スルガンの娘であることを隠すため、「アイーダ・レイハントン」と名乗り出自と所属を偽った。これは彼女がG-セルフに起動認証された時に、コックピット内で流れた「レイハントン・コード」から取って咄嗟に名乗った偽名であったが、後に奇しくもこの時、咄嗟に名乗ったレイハントン姓こそが、本来の姓であったことが判明した。恋人 のカーヒルを殺したベルリを仇と憎んだが、共に戦ううちに少しづつ打ち解けていき、自身がトワサンガのレイハントン家の息女でベルリとは実の姉弟であったことを知らされてからは、弟思いの一面も表れる。最終的にはケルベスと交際を始めた様子が描かれている。
ラライヤ・マンディ
声 - 福井裕佳梨
G-セルフに乗り、地球に降下してきた少女。髪色はアクアマリン。褐色肌で額にビンディのような印を持つ。本名は「ラライヤ・アクパール」。月のトワサンガのシラノ-5のサウスリングの出身。ドレット軍の先行偵察部隊員でレイハントン家の子孫捜索も任務の一部だった。キャピタル・アーミィに捕らえられた際は記憶喪失に加え、失語症や退行状態だったため、デレンセンが彼女を発見した月曜日にちなんで「マンディ」と仮の姓がついた。身柄はアーミィから調査部へ移った後、ベルリ、ノレドと共に海賊部隊に移る。回復以前はG-セルフへの執着が強く、できる限り傍に居ようとした。またあたかもG-セルフの気持ちを理解しているかのような言動が見られた。ドニエルから精神安定のために贈られた、水の玉を金魚鉢にした金魚を「チュチュミィ」と名付け気に入る。クリムにも懐いた。
ドレット艦隊のトワサンガ到着頃に回復して流暢に話し始めた。トワサンガ以降ビーナス・グロゥブまでは故郷のレジスタンスから贈られたMSネオドゥに、ビーナス・グロゥブからの往路以後はジット・ラボ製MSのG-ルシファーに乗る。回復後の性格は生真面目。自分を護るために盾になると言うリンゴとケルベスを窘めたりもしている。
第22話前半までのパイロットスーツ色は黄、襟元には階級章の代わりに白のウサギのアップリケが付けられている。G-ルシファー搭乗に合わせ若草色と緑のツートーン配色のスーツに変わった。
ノレド・ナグ
声 - 寿美菜子
ベルリの友達で、セントフラワー学園のチアリーディング部に所属する活発な生徒。クンタラ出身。髪色はピンクで、額中央に菱形のティラカ風の印がある。ベルリと同様に敬虔なスコード教徒。物怖じしない性格かつ世話好き。ベルリ自身が十分自覚しないうちからアイーダへ一目惚れした事を見抜き警戒した。海賊部隊でもベルリと常に共に居ることを選び、記憶喪失中のラライヤの世話を看た。狩猟用のパチンコを携帯している。第17話でラライヤ自立後の自身の役割について悩み「ただのカナリヤにはなりたくない」と船医に相談、艦に必要な仕事は補給作業他多々あること、歴史政治学を学べなどのアドバイスを得る。第22話でマニィに触発されMA操縦に挑戦し、第23話以降はラライヤのG-ルシファーに搭乗しナビゲーターを務める。第26話エピローグでは、ベルリが自分に内緒で世界一周の旅に出たことを聞かされ号泣するが、劇場版第5部では、その後にベルリを追って自身も世界一周の旅に出発、合流後はベルリと2人旅を続けている。
ノベル
声 - 高垣彩陽
ノレドがベルリのキャピタル・ガード入隊記念へ贈る予定 だった環境チェック用ロボット。製品名は「ハロビー」。「ノレド」と「ベルリ」の名から取って「ノベル」と名づけられている。色はピンク。外見は宇宙世紀に流行ったペットロボット「ハロ」に似ている。自立行動が可能で、ボディを左右に分割させて、それをタイヤのように走行させる機能を持っている。また、空気濃度や人の生理状態等を知らせたり、ノレド達の言葉を繰り返してしゃべる機能もある。

### キャピタル・テリトリィの人物
ゲル・トリメデストス・ナグ
声 - 藤真秀
スコード教の法皇。スコード教の教義に宇宙に住む人々のことは示されていないが、その存在を知っていた。キャピタルの民とトワサンガの民を平和的に共存させるための架け橋的存在。
ベルリ達がビーナス・グロゥブまで旅に出ている間、ドレット軍に人質としてカシーバ・ミコシに押し込められてしまうが、マスク達がカシーバ・ミコシを占領したことで救出された。
ウィルミット・ゼナム
声 - 田中敦子
キャピタル・タワーの運行長官。ベルリの母親。血の繋がりのないベルリを本当の息子の様に愛し心配する。長官室にカバのフィギィアを飾っている。敬虔なスコード教徒で禁忌破りに見えるキャピタル・アーミィを快く思っていない。ベルリを探し単独で宇宙グライダーで降下し対面を果たす。グシオンから宇宙からの脅威について聞かされ、事実を確認しようと行動する。最終回になる第26話ではクンパと共にグライダーで地球に降り、ベルリの最後の戦いを見届けることになる。
ビルギーズ・シバ
声 - 中博史
キャピタル・テリトリィの首相。

#### キャピタル・ガードの人物
クンパ・ルシータ
声 - 広瀬彰勇
キャピタル・ガード調査部の大佐。キャピタルを代表し地球上の各国で禁忌が守られているかを調査・助言する部門の長だが、アメリアの動静を察知し、「キャピタル・アーミィ」を創設し、「ヘルメスの薔薇の設計図」を元に新型MSなどの製造を進めたため、キャピタルの黒幕とも呼ばれる。平時は敬虔なスコード信者かつ温厚な紳士で、誰に対しても礼を尽くす。
登場以後謎の多い言動を示すが、物語が進む中で十数年前にはトワサンガに大尉として居た時期があり別名を持っていたこと、またより以前の約20年前にはビーナス・グロゥブに居た事が明かされる。
本名は「ピアニ・カルータ」。20年前のビーナス・グロゥブで、ムタチオンを甘受しなくてはならない生活に絶望し、ヘルメス財団の理想と計画に反発、「人類は地球で弱肉強食の生活を行って種を強化すべき」と宣言する「ピアニ・カルータ事件」を起こしていた。その後トワサンガを経由して地球へと渡り「ヘルメスの薔薇の設計図」を地球圏へ流出させた。またレイハントン家の幼子のアイーダとベルリを地球に亡命させている。ただし後のベルリとアイーダの活躍については未想定だった。彼なりに人類の未来を案じていたが、「地球人は絶滅してよい動物」と言うあたり、地球人を人間とも思わない節もある。第10話以降は自身でゴンドワンから調達したガランデンの運用状況と、マスク部隊の運用についてのみ拘るが、様々な争乱の原因者でありながら、傍観者のように振舞う。第26話ではウィルミットと共にギアナ高地に降下して戦闘状況を観察していたが、クンのマズラスターが蹴り飛ばした大気圏グライダーに巻き込まれて崖下に落下し、死亡する。
デレンセン・サマター
声 - 小山剛志
キャピタル・ガード養成学校の教官でベルリやルインの恩師。階級は大尉。髪色は紫。生真面目かつ優秀な軍人パイロットで、戦死させた部下に涙する人間味も併せ持つ。キャピタル・アーミィ設立後はアーミィに移籍する。エルフ・ブルでG-セルフとベルリが操縦していると知らずに戦闘。ベルリがクリムを救おうと反撃した結果機体を撃墜され、戦死する。皮肉にもその決着の瞬間、両者は互いに誰が操縦していたか気付いた。
ケルベス・ヨー
声 - 須田祐介
キャピタル・ガード養成学校の教官でデレンセンの部下。階級は中尉。髪色はライトブラウン。敬虔なスコード教徒で艦船マニア。ウィルミットの命令でメガファウナ護送任務と脱出支援任務を遂行し、レックスノー数機を伴ってメガファウナに合流した。以後メガファウナの各作戦で積極的に働く。メガファウナのMS部隊では階級の高さ或いは信頼からか、ルアンなど先任のクルーに対して指示を出し、実質MS部隊長のような立場になる。合流以後はベルリに対し、もはや「教官と生徒」ではなく「戦友同士」だと説き、良い兄貴分を発揮している。ただし劇場版2部ではベルリがデレンセンを（行きがかり上とはいえ）殺したことやアーミーの過剰な増長に対する憤りを露わにしていた。ビーナス・グロゥブから帰還後は機体をレックスノーから赤いカラーリングのザンスガットへ乗り換える。劇場版では、アイーダと徐々に距離を詰めていった。
ルイン・リー
声 - 佐藤拓也
ベルリと同期のキャピタル・ガード候補生。長身で髪色は水色。クンタラ出身。成績は首席で飛び級生のベルリからは「先輩」と呼ばれ慕われている。出自に強い劣等感を抱えており、能力を示しクンタラへの差別を覆したいと望む。ベルリとは良き先輩として何かと気にかけ親しかったが、他の同級生には運行長官の息子に取り入ってると揶揄されていた。戦闘センスとその気概を買われキャピタル・アーミィに引き抜かれてからは、バイザーで目元を隠し「マスク」と渾名されるキャピタル・アーミィのMSパイロットとなる。戦いの中でベルリの生まれへの嫉妬心を深めていくが、マニィよりベルリの本当の出自がトワサンガの名家だったレイハントン家であると知らされる。以前でさえ権力者の家系と見なしていたのに、実はさらに上の血筋であったことを知った彼は決定的に負の感情を爆発させ執拗にベルリの命を狙うようになった。
第26話のエピローグでは、マニィと郊外でキャンプしつつ、世界一周飛行に旅立つクレッセント・シップを見送る姿が描かれた。
トリーティ
声 - 瀧村直樹
ベルリと同期のキャピタル・ガード候補生。眼鏡を掛けており、髪色は茶色。教官のデレンセンに気に入られていたらしく、授業中の質問に率先して答えたり、レクテンの宇宙実習中に海賊部隊の襲撃を受けた際には、ベルリよりも先にレクテンでアイーダの駆るG-セルフを取り押さえにいった。その時はG-セルフに撃退されたが、無事生存している。

#### キャピタル・アーミィの人物
ジュガン・マインストロン
声 - 諏訪部順一
キャピタル・アーミィの司令官。髪色は黒で肌色は褐色。ウィルミットとは口論が絶えず、陰で彼女を「ババア」などと呼び嫌っている。戦場の臨場感を知りたいとクンパに告げ、ダベーに搭乗しブルジンやウーシァ部隊を率いて前線で指揮を執る。しかしアメリアの艦隊を攻撃中にリンゴのモランにダベーを墜とされ、戦死する。
ベッカー・シャダム
声 - 姫野惠二
好戦的な性格のキャピタル・アーミィの士官。階級は大尉。髪色は緑。第10話以降に新型MSウーシァへ搭乗する。
第22話ではクレッセント・シップから接近するベルリ達をドレット軍と誤認してMS部隊で攻撃しようとするが、フォトントルピードで自部隊の大半を撃破され、敗走する。第23話では僚艦ガランデンのフルムーン・シップ接触を助けるため、妨害するサラマンドラを攻撃した。その後母艦ブルジンがドレット軍のクノッソスと艦隊戦を始めたため、クノッソスのMS隊と戦い、ガイトラッシュのビームマント攻撃を受け、戦死する。
マスク
声 - 佐藤拓也
キャピタル・アーミィのMSパイロット。階級は大尉。四つ目のような意匠の青色のバイザーで目元を隠している。搭乗機はエルフ・ブルック、マックナイフ、カバカーリー。
その正体は、戦闘センスと気概を買われキャピタル・アーミィに引き抜かれたルイン・リー。「クンタラである出自を乗り越える」という誓いを立て、バイザーを装着することで意識的強化を果たしている。マスクの名の由来ともなった専用バイザーは、キャピタル・アーミィの調査部が発見した宇宙世紀由来の技術の試作品で、データファイルとセンサー・モニター等を内蔵しており、瞳の動きでMSの操縦をサポートする。
候補生時代に親しくしていたベルリに対して、「自分の邪魔をする存在」と対抗心を露にするなど、自身の感情や向上心を隠さなくなっており、MS操縦時にも苛烈な側面を見せる。
幾度の戦闘をくぐり抜けるうち、キャピタル・アーミィのシンボル足りえるエースパイロットに成長し、ベルリらがビーナス・グロゥブまで旅に出ている間、ドレット軍に占領されたカシーバ・ミコシと人質となったゲル法皇を解放・救出する作戦を成功させるという戦果を挙げていたことがジュガンから語られた。第25話以降は、ベルリを将来「独裁者」になる血筋と才能を持つ人間であると断じ、殺害を決意。カバカーリーでG-セルフを執拗に追撃する。激闘の末に機体は相討ちとなったが、目的を果たすことまではできなかった。
富野はベルリとマスクの最終決戦の決着について、「本気で叩き合って、痛み分けで終わった二人ですが、その結果、いわゆる“好敵手”という関係になりました。こうなると、時さえ経ってしまえば良き“友だち”になれるんですよ」と語っている。
バララ・ペオール
声 - 中原麻衣
マスクの部下の女性士官でMSパイロット。階級は中尉。ピンク色の髪と長い耳のようなヘッドセットが特徴で、勝気でサバサバとした性格をしている。
上官のマスクを観察しつつ補佐する。第11話からマックナイフ、第17話からドレット軍より貸与されたビフロン、第24話でジット団より提供されたユグドラシルに搭乗する。マニィに対し「自分は十分いい目をみたので大事にしろ」とマスクを譲る態度を示した。だが、その本心はすぐに穏やかとは行かず、出撃後はその嫉妬心を戦場にぶつけるようにアメリアとドレット両艦隊の一気壊滅を狙った。両軍の旗艦を沈めるという大きな戦果を挙げたが、メガファウナのMSチームの反撃を受けG-セルフに敗北。爆発するユグドラシルから球形の脱出ポッドらしき物体が放出された描写があるが、直後に爆炎に覆われている。以後の生死は不明。
マニィ・アンバサダ
声 - 高垣彩陽
ノレドと同じくセントフラワー学園のチアリーディング部員で、ルインのガールフレンド。髪色は黒。クンタラ出身。行方不明のノレド、ベルリ、ルインの消息を得るため髪を切り、キャピタル・アーミィに入隊する。ガランデンに配属されたクルーの一人として、マスクとなったルインと再会する。
第18話でマスクのG-セルフ鹵獲作戦の一環でメガファウナへ来たが、デッキでMS戦が始まり艦の奥に避難していた間にメガファウナがビーナス・グロゥブへと出発してしまいガランデンに戻れなくなった。第21話でジット・ラボよりG-ルシファーを鹵獲しメガファウナに持ち帰る。第22話で再び地球圏に戻り、ジット・ラボ製MAジーラッハでの慣熟訓練中に独断でガランデンに合流しルインの下へと戻った。ルインとベルリの仲を取り持とうとしたものの、彼がベルリを許す事がないことを悟り、その後の戦闘ではジーラッハのパイロットとしてルインと共にベルリに対して攻撃を仕掛ける。第26話のエピローグではルインと郊外でキャンプしつつ、世界一周飛行に旅立つクレッセント・シップを見送る姿が描かれた。
ガランデン艦長
声 - 稲田徹
ガランデンの艦長。モヒカン刈りの頭が特徴。自身や艦のクルーはゴンドワンから出向している。

### アメリアの人物
ズッキーニ・ニッキーニ
声 - 小島敏彦
アメリア大統領。クリムの父。大統領の座に就いてから20年以上経つ。第26話のエピローグでは息子クリムを戦死扱いして、政治に利用しようと目論んで演説していたため、クリムの怒りを買い、彼が乗るクレッセント・シップに威嚇 として演説会場に突撃され、ひき殺されかけたが、辛くも難を逃れる。

#### アメリア軍の人物
グシオン・スルガン
声 - 木下浩之
アメリア軍の最高責任者でアイーダ・スルガンの父親。階級は総監。髪色は黒。子想いの温厚な紳士で、「宇宙からの脅威」を知り「海賊部隊」に実戦訓練と諜報活動を行わせていた。執務室にゴーギャンの『かぐわしき大地』や『タヒチの風景』に似た絵を掛けている。国際会議でウィルミットやクンパとは旧知の仲。「宇宙からの脅威」に備えるべきとの考えを持つ。
第24話ではドレット艦隊と停戦協定を結ぶために交渉に出るも、バララのユグドラシルの襲撃を受け、ユグドラシルが爆散する直前に放ったビームにより旗艦ラトルパイソンの艦橋を貫かれ、割れた窓から生身のまま宇宙空間に投げ出されて死亡する。
アイーダの素性は全く知らずに養子として引き取ったため、真実を知ったアイーダにその素性を聞かされても信じていなかった。
クリム・ニック
声 - 逢坂良太
アメリアのズッキーニ大統領の息子で、「天才」を自称するアメリア軍のMSパイロット。本名は「クリムトン・ニッキーニ」。階級は中尉。第10話で大尉に昇進する。髪色は灰がかった茶。髪型はおかっぱ風で後ろ髪が細長い三つ編みになっている。自分のMSは青色に塗装する。パイロットスーツは白。
ゴンドワンとの戦争で経験を積み、敵の判断力を誉めたりベルリの技量を評価する等分析力も高く、高性能な敵のMSと対等以上に渡り合ったり、兵の統率などで天才の名に恥じない才覚を持つ反面、突飛な言動が目立つためクルーばかりか敵からも嫌味で天才と呼ばれることがある。アイーダには才能は評価されている反面、政治的に利用されることを警戒されていた。メガファウナ乗艦中にはラライヤに懐かれ優しく返していた。ミックとは戦友とも恋愛ともとれる関係であり、ペアで多くの作戦・戦闘に参加する。第9話冒頭までメガファウナに、以後はサラマンドラに移り同艦のMS大隊長を任じる。搭乗機は青色のパーソナルカラーのモンテーロやジャハナム。第24話以降はダーマ（ダハック）。第26話のエピローグでは、戦争終結後自分を戦死英雄扱いとして演説する父親に激怒し、威嚇 として乗っていたクレッセント・シップで演説会場に突撃し決別。ミックと共に大気圏グライダーで、どこかへと旅立つ。
ミック・ジャック
声 - 鷄冠井美智子
アメリア軍の女性士官でMSパイロット。階級は中尉。ひざ裏近くまでの長い金髪を持つ。パイロットスーツは紫。
第5話でメガファウナへの補給部隊として登場し、第10話以後はサラマンドラでクリム配下の第2MS小隊の指揮を執る。大隊長のクリムを補佐しつつ多くの戦闘に参加しているため、彼との繋がりは深い。第26話ではブルジンのウーシァ部隊やチッカラのジャスティマ、クンのマズラスターと闘い機体を中破され、クリムの指示で戦線を離脱する。エピローグではクリムと共にクレッセント・シップに身を寄せており、妊娠していたクンを祝福した後、クリムと共に大気圏グライダーで何処かへと旅立った姿が描かれた（この際は眼鏡を掛けている）。乗機はヘカテーやアーマーザガン。第24話以降はトリニティを操縦する。
サラマンドラ艦長
声 - 青山穣
サラマンドラの艦長。航海日誌を書くのを日頃の趣味としており、よく副長（声 - 古屋家臣〈TV版〉 / 露崎亘〈劇場版〉）からたしなめられている。
第25話で、金星の耐熱フィルムの性能を過信して艦の減速を怠ったことから、大気圏突入に失敗して艦が轟沈、他の乗員共々死亡する。
ラトルパイソン艦長
声 - 喜山茂雄（TV版） / 大泊貴揮（劇場版）
ラトルパイソンの艦長。ちょび髭が特徴。第24話でユグドラシルの攻撃で艦を撃沈され、戦死する。

#### 海賊部隊の人物
カーヒル・セイント
声 - 森川智之
戦艦メガファウナ所属のパイロット。階級は大尉。髪色は黒。海賊部隊のエースパイロットにして部隊の中心人物である。
本編以前には少数精鋭の独立部隊によるキャピタル・タワー占領作戦を立案し、強行偵察を兼ねて幾度となくクラウンを襲撃するも、人的被害を出すことなく物資強奪に成功していた。 冒頭でG-セルフの地球降下を目撃し、キャピタル・ガードのデレンセンらとの小競り合いを制し鹵獲に成功する。アイーダ救出作戦ではベルリが搭乗したG-セルフのマニピュレータにアイーダが乗っていることに気づかず攻撃。アイーダに気づき怯んだ瞬間、皮肉にも彼女を守ろうと応戦したベルリの反撃をコクピットに受け戦死する。
物語当初からのアイーダの恋人であり、クリム曰く「あの歳でふざけている」と揶揄されるほどにアイーダに入れあげていた。
ドニエル・トス
声 - 辻親八
戦艦メガファウナの艦長。カーヒルと共にフォトン・バッテリー強奪作戦を実行する。スコード信仰とは無縁で飄々とした風であるが、言うべきことはしっかり言う。じゃじゃ馬姫であるアイーダが最大の頭痛の種だったが、その認識は徐々に変わっていき、最終的には指揮をアイーダに託している。艦長席には水着姿の女性が描かれている。
副長
声 - 諏訪部順一
メガファウナの副長。階級は中尉。本名は不明。サングラスに短パンといったラフな格好が特徴。
ステア
声 - ミシェル・ユミコ・ペイン
メガファウナの操舵士。階級は上等兵。褐色肌が特徴で、操艦の腕は確か。基本的に英語で喋るが偶に日本語で喋ることもある。アイーダとは仲が良い。第26話のエピローグでは、クレッセント・シップでの世界一周飛行でアメリアまでの操舵を担った。クリムからズッキーニ大統領をクレッセント・シップで轢き殺すよう指示された際、特に躊躇せず了解している。
ギゼラ
声 - 佐竹海莉
メガファウナのブリッジチーフ。階級は少尉。ミラジに気があるような素振りを見せる。
ハッパ
声 - 鈴木千尋
メガファウナの天才メカニック。階級は中尉。アメリア軍でゴンドワンとの戦争を経験しており、腕前は確かで、キャピタル・アーミィが手を焼いた未知の機体G-セルフをも自在に解析・整備する。アメリア製とキャピタル製が入り交じるG-セルフ用バックパックも短時間で調整・整備してしまう。また以前からアメリア軍製MSでは運用不可能なアサルトパックなどの開発も独自に行っていた。熱血漢だが無鉄砲で機体操作の説明のためG-セルフのコクピットハッチ外側にへばりついたまま発進し転落しそうになったり、対空迎撃中のアイーダにG-セルフを運ぶよう指示し、ベルリには対空砲火中のドッキングを命じるなど、一見無茶と思える指示もするが、信頼は厚い。第5話では、G-セルフの胴体内部に居た所にコア・ファイターがドッキング、あわや事故になる寸前だったが、間一髪で内部の隙間に退避して難を逃れている。
アダム・スミス
声 - かぬか光明
メガファウナのデッキチーフ。横に長い特徴的な髪形をしておりヘルメットも特注のものを使用している。
クレン・モア
声 - 山本格
メガファウナのメカニック。
マキ・ソール
声 - 玉川砂記子
メガファウナのブリッジクルー。電気系の担当。
ジャマ・デリア
声 - 藤高智大
メガファウナのクルー。
レッセル・ブラン
声 - 村田太志
メガファウナのブリッジクルー。艦内のシステム整備担当。
アネッテ・ソラ
声 - 佐藤美由希
メガファウナのクルー。乗員のノーマルスーツやパイロットスーツの仕立てや修理を行う。
メディー・ススン
声 - 諏訪部順一
メガファウナのクルー。軍医。
キラン・キム
声 - 尾畑美依奈
メガファウナのクルー。看護師。
ルアン
声 - 長谷川芳明
メガファウナのクルー。グリモアのパイロット。階級は少尉。髪色はブロンドで小柄な体形。
オリバー
声 - 増元拓也（TV版・劇場版II） / 江頭宏哉（劇場版III）
メガファウナのクルー。グリモアのパイロット。髪色は金髪のモヒカンで大柄な体形。

### トワサンガの人物

#### ドレット軍の人物
ノウトゥ・ドレット
声 - 水野龍司
トワサンガの名家ドレット家の現当主で、ドレット艦隊の総司令。髪色は灰。トワサンガ政府を代表して、ザンクト・ポルトへと来た交渉団の長。
第24話でアメリア軍との停戦協定に応じようと艦隊集結させていた所を、ユグドラシルによる殲滅攻撃を受けた。レコンギスタのため一人でも多くの兵を小艇で脱出させて地球への潜伏を指示するが、直後にビームの直撃を受けて乗艦が轟沈、戦死する。
ターボ・ブロッキン
声 - 滝知史
ドレット軍の大佐。髪色は茶。交渉団のメンバー。第24話ではMSパイロットとしてモラン（隊長機）に搭乗している姿がある。ギニアビザウが撃沈された後の消息は不明。
マッシュナー・ヒューム
声 - たかはし智秋
ドレット軍の中佐。緑髪で褐色肌の女性。交渉団のメンバー。クノッソス級の1艦でトワサンガへ向かった地球艦を追う。年若いMSパイロットのロックパイとは恋仲の関係。第23話では自身の指示で出撃させたロックパイの死を感じとり強く後悔すると共に、以降は精神的に不安定となる。第24話でアメリアとの停戦はロックパイの仇討ち後が条件だと述べるも、ドレットに却下される。ユグドラシルの襲撃時には、ロックパイからの教示だと述べていち早く戦線を離脱し、彼女のクノッソスはドレット艦隊唯一の残存艦となった。第25話では停戦降伏を希望する乗員達を抑えてフルムーン・シップの乗っ取りを計画するが、マスクとジット団のMS隊に妨まれて乗艦を撃沈され、半ば錯乱しながら戦死する。
ロックパイ・ゲティ
声 - 平野潤也
ドレット軍のMSパイロット。金髪の青年。血気盛んで好戦的な性格で、専用のエース機を与えられるなど、エースパイロットとして高い実力を持つ。搭乗機は専用カラーリングのモランとガイトラッシュ。マッシュナーとは恋愛関係で目をかけられている。第23話では、アーミィのブルジン部隊による攻撃から母艦を守るためガイトラッシュで戦い、ベッカーのウーシァや乱入してきたポリジットを撃墜するが、直後にパーフェクトパックを装備したG-セルフに乗機を撃破され、戦死する。
リンゴ・ロン・ジャマノッタ
声 - 浅沼晋太郎
ドレット軍のMSパイロット で階級は少尉。髪色は薄紫で、スコード教の信者。右目は、普段は前髪で隠れているが、まれに両目とも描かれる場面がある。搭乗機はモラン。第14話でG-セルフに撃墜されかかって投降し、メガファウナの捕虜となる。しばらくの間、艦内独房で拘束された後、トワサンガ到着前後に解放されたが、そのままメガファウナに残りベルリ達に協力する。ラライヤとその事情を知り、ドレット軍の動向自体にも疑問を抱くようになり、正式にメガファウナのパイロットとなる。ラライヤに好意を示し、積極的に守ろうとする。第21話ではスゴッギーに捕獲されたラライヤのネオドゥを助け、第26話ではジュガンの乗るダベーを撃墜した。最終話ではラライヤやメガファウナのクルーらと共にクレッセント・シップの世界一周に同行している。
ギニアビザウ艦長
声 - 増元拓也
ギニアビザウの艦長。第24話でドレットからの命令を受けた直後にユグドラシルの攻撃を受け、戦死する。
クノッソス艦長
声 - 青山穣
マッシュナーが乗るクノッソス級の艦長。眼鏡の中年男性。第25話で艦を沈められ彼女と運命を共にした。

#### 本国の関係者
ガヴァン・マグダラ
声 - 稲田徹
トワサンガ本国の守備隊の「ガヴァン隊」隊長。搭乗機はザックス。彼の率いるMSザックスのみで構成された精鋭部隊は「ザックス兵団」という別称を持つ。シラノ-5内に侵入したクリム達を制圧した。猪突猛進で荒々しい性格。ロックパイに「ならず者」と呼ばれる。第16話でG-セルフを捕縛し爆破しようとしたが、逃げられて反撃を受け、次は第18話にてG-セルフを再捕縛しようと狙った。ドレット軍ではなくトワサンガ本国の守備隊のため、物語の舞台がビーナス・グロゥブや地球に移ってからは出番がなかった。
フラミニア・カッレ
声 - 玉川砂記子
シラノー5のサウスリングに住む金髪の女性。ラライヤの隣人で、両親の居ないラライヤの姉代わりとなって彼女を育てた。実はビーナス・グロゥブ出身でジット団にも所属する。地球圏の調査のため素性を隠しトワサンガのレジスタンスグループに潜入していた。なお、クレッセント・シップの医師でもある。第19話と第20話では助手のヤーンと共にG-セルフ奪取を試みたが、二度とも失敗する。第21話でクレッセント・シップのロザリオ・テン到着前後に密かに脱出してジット団に合流する。第26話のエピローグでは実は非常に小柄だったことが明かされ、地上を生身で走り喜んでいた。普段はボディスーツを着装している。彼女もビーナス・グロゥブ出身者の一部に発症するムタチオンであった。地球には永住せず、ラ・グー総裁の意を受けて地球への大使になると語った。
ロルッカ・ビスケス
声 - 谷昌樹
トワサンガのレジスタンスグループのリーダーで、レイハントン家の元家臣。レイハントン家に伝わる記録よりYG-111を建造し、ミラジと共にレイハントン・コードも設置した。トワサンガにやってきたベルリとアイーダには出自を教えた。第17話でクンパとなって戻ったピアニ・カルータと会話するが、互いに思惑は量りかねていた。ミラジやフラミニアと共にメガファウナに乗ってビーナス・グロゥブへ旅し、再び地球圏へ戻る。レイハントン家の復興が果たせぬと判断してからは、自身らの生き残りのために、各勢力へのMSの受け渡しを行った。第22話ではジット・ラボ製MSのダハック、トリニティ、MAのダーマなどをアメリア軍に提供することを企画する。第24話では反目しているフルムーン・シップとクレッセント・シップ間を自由に出入りしていると見える描写がある。
ミラジ・バルバロス
声 - 梅津秀行
トワサンガのレジスタンスグループに所属する男性の元エンジニア。レイハントン家の元家臣。ロルッカと共にG-セルフを建造し、レイハントン・コードを設置した。ロルッカやフラミニアと共にメガファウナに乗り、ビーナス・グロゥブへの往復の旅をした。レイハントン家の復興が果たせぬと判断してからは、自身らの生き残りのために、各勢力へのMSの受け渡しを行った。第24話では反目しているフルムーン・シップとクレッセント・シップ間を自由に出入りしていると見える描写がある。エピローグではクレッセント・シップでの世界一周飛行に同行しており、ローゼンタールと談笑する姿が描かれた。
ジャン・ビョン・ハザム
声 - 山本格
トワサンガの首相。

### ビーナス・グロゥブの人物

#### ジット団の人物
キア・ムベッキ
声 - 中井和哉
ジット・ラボラトリィの技術保全局長でジット団のリーダーの男性。金髪。トワサンガのハザム政権からの依頼と自身の技術研究のため、メガファウナを蹂躙しクレッセント・シップを占拠する。第20話でエル艦長を偽の爆弾で脅し進路を変更させ、MSジャイオーンでG-セルフと戦闘するが、その最中ビーム・サーベルでシー・デスクの底に大穴を開けてしまう。第21話ではジャイオーンを大型MAコンキュデベヌスに搭載してG-セルフへ反撃を試みるが、シー・デスクの大穴による住民たちへの被害拡大を鑑みて戦闘を中断、シー・デスクの大穴の栓とするためコンキュデベヌスを自沈させる。クンの乗るジロッドとの2機で大穴は塞がれたが、脱出は叶わず命を落とした。
行動に粗野な面もあるがジット団のリーダーとしての人望は厚く、その遺志は残されたジット団メンバーをレコンギスタ作戦の実行へと駆り立てた。
チッカラ・デュアル
声 - 杉浦慶子
ジット・ラボの研究員兼テストパイロットの女性。搭乗機はジャスティマ。髪色は茶。キア・ムベッキの提唱するレコンギスタ作戦に賛同し、ジャスティマを駆り、切り込み隊長の任を果たした。ムタチオンへの忌避感が人一倍強く、筋トレを趣味として自身の体を鍛え上げており、女にしては筋骨隆々な肉体を持つ。第26話でアメリア艦隊やクリムのダハック、ミックのトリニティと戦うが、クリムの猛攻に敗れ大地に散った。
クン・スーン
声 - 小清水亜美
ジット団のパイロットの女性。薄紫色の髪が特徴。ジット団のリーダーであるキアに厚い信頼を寄せている。第19話から第21話まではジロッドに、第22話以降はマズラスターに乗る。第26話ではアメリア艦隊やクリムのダハック、ミックのトリニティと戦いトリニティに機体を半壊させられる。その後もなおG-セルフへ挑むが、トラクタービームに捕縛され投降する。直後にベルリのG-セルフとマスクのカバカーリーとの最終決戦を間近で見て、自分を殺そうと迫る相手をも生かそうと尽力するベルリの戦い方に感動する。エピローグではキアの子供を身ごもっていたことが明かされた。
ローゼンタール・コバシ
声 - 諏訪部順一
ジット団のパイロットの男性。緑色のリーゼントが特徴で、いわゆるオネエ口調で喋る。第26話でギアナ高地でも戦闘を続ける地球人に対し呆れる。エピローグではクレッセントシップでの世界一周飛行に同行していた。搭乗機はズゴッギー。

#### ヘルメス財団の人物
エル・カインド
声 - 仲野裕
クレッセント・シップの艦長。メガファウナ一行を快く迎える。第20話〜第21話ではキアに偽の爆弾で脅され、進路をジット・ラボへと変更させられた。第26話エピローグでは、クレッセント・シップによるズッキーニ大統領の襲撃を最初は反対したが、クリムの主張に押し流れてしまった。
ヤーン・ジシャール
声 - 浅沼晋太郎
フラミニアを慕って彼女を補佐する助手。
ラ・グー
声 - 子安武人
ビーナス・グロゥブを治める総裁。達観したような態度を見せる人物。
近世のフランス貴族風の装束の一見すると若く美しい青年だが、実年齢は200歳近い高齢。ビーナス・グロゥブの住民に発生する「ムタチオン（突然変異）」により、長寿ではあるものの、頭髪はなく非常に小柄でかつ痩せ細っている。通常の衣服の下に「ボディースーツ」と呼ぶ筋肉補強用 のパワードスーツを装着することで、身体サイズを補正かつ補強して活動している。ムタチオンをアイーダに晒し、彼女に必要なことを教えた。

### その他の人物
農家のお父さん
声 - 井荻翼
第26話のエピローグに登場。日本でリヤカーを牽引したシャンクに乗っており、ベルリと出会う。容姿のモデルと声は本作の総監督である富野由悠季。

## 登場兵器

### G系統
ヘルメスの薔薇の設計図の「G項目」にある設計図により製造された高性能機の総称。この「G」は、基本設計が宇宙世紀の伝説的MS「ガンダムタイプ」に由来していることからと言われている。なおこれらはプラモデルなどの関連商品で「ガンダム」と表記されているものもあるが、劇中ではG-セルフが「ガンダム」と呼ばれる場面があった のみで、設定上でも明確にガンダムと命名されたものはない。
YG-111 G-セルフ（ジーセルフ）
音声 - 佐竹海莉
レイハントン家の元家臣であるロルッカ・ビスケスとミラジ・バルバロスが、レイハントン家に伝わる記録から製造したドレット軍用の試作MS。制式採用こそされなかったが、先行偵察用機体として選ばれ、ラライヤを乗せて地球へ降下した。当初は機体を鹵獲した海賊部隊のアイーダ・スルガンが搭乗し、以降はベルリ・ゼナムの搭乗機となる。G系統の設計思想の根幹を思わせるその作りから、「Gそのもの」という意味を込めてアイーダにより「G-セルフ」と命名された。
公式ホームページや関連書籍でも完全に統一されていないが、正式表記は「Ｇ(全角)-(半角)セルフ」とのこと。
宇宙世紀のガンダムタイプに似た形状とトリコロールのカラーリングが特徴だが、ほかのG系統に比べ双眼がやや大きく、額のアンテナは前方に突き出ている。
偵察用機への転用決定後、ロルッカ等は体液のDNAや指紋、虹彩（アイリス）等の生体認証技術でレイハントン家の血筋を自立的に選別し、追加認証する「レイハントン・コード」システムを秘密理に追加実装した。この認証をパスしたベルリとアイーダにICチップ内蔵の鳥意匠の金属プレートの「Gメタル」を発行している。ベルリが「スコード」と叫んだ際にGメタルが輝くとそれに共鳴 し、G-セルフに搭載されたレイハントン家の者を護る自動防衛機能が働き、機体のフォトン装甲表面からフォトン・シールドを発生させる など、Gメタル所持者が操縦席にいる時のみ、それまで秘匿もしくは使用不可とされていた機能を認証解放している描写が幾度か描かれている。
従来のMSより高圧縮のフォトン・バッテリーを搭載しており、フォトン・エネルギーの余剰出力により機体各部位が青色に発光する。機体はその全身が、軽く剛性のあるフォトン装甲や、フォトンフレームで構成されている。
作品世界の「ユニバーサル・スタンダード」に対応（ただし「レイハントン・コード」に関してはその限りではない）しており、背部のコネクタに様々なバックパック（下段「各種バックパック」参照）を装着でき、機体本体のフォトン装甲の配色がそれぞれのバックパックに対応した色に変化する。腹部のコクピットは、脱出ポッドを兼ねたコア・ファイターとして分離する。軽装時の飛行時間は45秒に限られるが、各種バックパックを装着することで飛行時間の延長が可能。
基本武装は頭部バルカン砲、ビーム・ライフル、ビーム・サーベル2基、シールド。ビーム・ライフルとシールドはアメリア製とトワサンガ製のものを使用している。ライフルとシールド共にトワサンガ製の方が高性能で、トワサンガ製ビーム・ライフルはエネルギーの収束性が良く破壊力が大きい。トワサンガ製シールドは多様な機能を有しており、第13話ではシールド前方にフォトン・エネルギーを照射したり、第15話ではシールドの淵部分をスライド拡張させるとリフレクター装甲が露見して受けたビームを吸収した他、第16話では内蔵する2門のバルカン砲を使用するなどしている。また、本来トリッキーパックの機能である「フラッシュ・アタック」も、敵機を一時的に操縦不能にする効果こそなくなってはいるが、第11話で目くらましとして使用している。
また劇中クンパ・ルシータは、自爆装置として核爆弾が内包されている可能性を指摘していた。
G-セルフの群を抜いた高性能は、結局造った人々ですら、自分たちが何を造ったか分からないという科学技術の怖ろしさの象徴であり、その怖さを分からないまま今の文明を使っていることに違和感を感じなければ危険だという警鐘としての意味を含ませているとのこと。
デザインは2009年公開の短編アニメ『リング・オブ・ガンダム』用に考案されるも登場しなかった機体が原型となっている。この機体のデザインは、アニメ『コードギアス 亡国のアキト』に登場する機体「アレクサンダ」のデザインにも応用されている。
Gメタル
ベルリとアイーダが持つ、G-セルフのコックピットから排出された本機体のキーとなるICチップ内蔵の金属プレート。鳥のようなデザインはレイハントン家の紋章に酷似している。データの記録媒体としても使用できる。
コア・ファイター
緊急脱出システム。武装は機体前方のバルカン2門のみ。
制作スタッフによると「親が子を思う象徴」として追加された機能とのこと。
各種バックパック
没となり実現しなかったものの「7つのバックパックが合体してドラゴンのような形態になる」という案があった名残で、合体を想定したデザインとなっている。
大気圏用パック
4枚の可動翼を備えた大気圏内飛行用のスラスターパック。装着時の機体色は軽装時と同じ。主翼にはレーダーセンサーを兼ねたレーザーポッドを備え、近接防御火器システムとして全方位レーザー攻撃が可能だが、無差別攻撃になりかねずその用途は限られ、そのためか劇中では未使用。
宇宙用パック
大型ブースターを備えたアメリア製の宇宙用ブースターパック。宇宙用だが、空中でも飛行能力は発揮可能。形式番号BPAM-02。全高12.2m。重量4.3t。装着時の機体色は軽装時と同じ。特殊な機能こそないが汎用性は高く、高機動戦闘が可能。バックパック自体が大型のため、急激な水流にはやや弱い。
リフレクターパック
アメリア製造の対ビーム兵器用パック。形式番号BPAM-03。収納時全高12.1m。展開時全高29.5m。重量3.3t。装着時の機体色は青紫。敵機のビーム攻撃を吸収し自機のフォトン・エネルギーに変換、Iフィールドとして展開することでさらに防御性能を高められる。トワサンガ製シールドが内蔵するフォトン装甲を研究・応用して作られた。初のアメリア製フォトン装甲と言えるが、その素材精度は低く想定した耐久度には及ばなかった。そのためビーム吸収には限界があり、許容量に達したパネル部分はそれぞれ自動で切り離されていく。
トリッキーパック
アメリア製造の特殊戦用パック。装着時の機体色はピンク。Iフィールドによる防御と攪乱や、敵機の電子機器へ干渉攻撃し一時的な機能不全に陥らせることが可能。機体のフォトン装甲から、自機の分身のような形状のフォトン・エネルギーを敵機へ放つ「フラッシュ・アタック」という攻撃が可能で、直撃した敵機は機能不全に陥り一時的に操縦不能となる。背ビレのような部位は、劇中では誘導ミサイルとして使用していたが、劇中使わなかった機能として「イリュージョン・ファンネル」なる用途が可能で、大型の4基はハンマーに変形する近距離戦用ファンネル、小型の6基は敵機モニターに「量産型G-セルフ」として幻視させる遠距離戦用ファンネルとして機能する。他にも劇中使わなかった機能で、巨大化したようなシルエットで自機を包むことが可能。ミノフスキー・フライト機能も有する。
高トルクパック
キャピタル・アーミィ製造の高機動・近接戦闘用パック。装着時の機体色は軽装時と同じ。背部から全身を緑色のパワードスーツのような装甲で包む。機体の高トルク化によるパワーの底上げ、高速ホバー走行や背部の大型ブースターによる爆発的な加速が可能。装備できる機体がキャピタル側に存在せず持て余していたものを、ケルベス・ヨーがメガファウナに持ち出した。
アサルトパック
アメリア製造の長距離戦用パック。形式番号BPAM-05。全高15.5m。重量28.9t。装着時の機体色は赤。武装は主力兵装となる2門の大型ビーム・キャノン、内側に備えられた操縦枠も兼ねている近距離用のビーム・ライフル2基、左右前方に配備された複数門のフォトン・アイを内蔵したミサイル・ポッド、劇中では未使用の後部左右に設置された対艦用の大型ビーム・サーベル。アサルトパック単独でも、MSを牽引・砲撃する支援機として使用可能。第24話（劇場版は第5部）のユグドラシル攻略戦では、本パックを携行する形でパーフェクトパックと併用した。
イベント上映作品『FROM THE PAST TO THE FUTURE』では、G-アルケインがこのパックの上方パーツを装備している。
パーフェクトパック
初めてG-セルフ専用に作られた最新鋭バックパック。形式番号BPMF-01。全高15.6m。重量13.1t。ビーナス・グロゥブからの帰還中に、ハッパらメガファウナのメカニックたちにより地球圏での最終決戦に向けて組み上げられた。ハッパの発案の下で製作されたが、同行したビーナス・グロゥブの技術者たちの協力と、新たに入手したビーナス・グロゥブの資材を用いたため、公にはビーナス・グロゥブ製ということになっている。装着時の機体色は軽装時と同じだが、一部のパーツが専用のフォトン・バランサー搭載のパーツに換装されている。
各種特殊兵装を内蔵するほか、モード変換により上記のこれまで装備した6つすべてのバックパックと同等の機能を発揮することができる（その際には各パック装着時同様、G-セルフのフォトン装甲の色が変化するが、高トルクモードでは格闘戦でパワーを集中した特定の部位のみが緑色に変化している）。また、外部兵装としてトワサンガ製ビーム・ライフル、ビーム・サーベル、さらに「フォトン装甲シールド（通称：コピペシールド）」を装備する。フォトン装甲シールドはリフレクターパックの技術を応用して開発され、表面から複数のハニカム（六角形）型の障壁膜「ビーム・プレーン」を発生させ、敵ビーム攻撃の無効化および吸収を行い、自らのエネルギーへと転換可能。一方でエネルギー消費が激しいという弱点も抱えており、終盤の大気圏突入時に無補給のままコピペシールドを多用したことから、最終決戦で機体の出力低下を招き、マスクのカバカーリーに付け入るスキを与えた一因にもなった。
パーフェクトパック自体の特殊兵装・機能も備えており、パック基部からセンサー粒子を放出し（G-セルフのコックピットモニターからは黒煙状に見えるが、外からは不可視。ただし、劇場版第5部では、太陽光が遮られる様子を現場に居合わせたクンパが目撃している。）広範囲の光を吸収することでフォトン・エネルギーの位置を特定する「フォトン・サーチャー」や、パック基部で生成される反物質を閉じ込めた結晶体を散布し、低温対消滅によって接触した物質を（機械・人体関係なく）球状に削り取るように消滅させる「フォトン・トルピード（光子対消滅反応魚雷）」がある。特にフォトン・トルピードの破壊力は絶大で、なおかつ消滅させた時に発生する光を光子エネルギーとして本体に吸収・還元することも可能で、これを用いれば実質バッテリー消費にも困らないが、その破壊力を目の当たりにしたベルリは一度使用した後は劇中二度と使うことはなかった。劇場版第4部では、フォトン・トルピードの被害描写が絶対兵器として生々しく強化され描かれており、アメリア・キャピタルアーミィの混戦地帯に散布した結果、双方に多大な被害を出した（使用後の状況を見たベルリが、恐怖のあまりパーフェクトパックをパージするほど）。劇場版でも、これ以降は二度と使用されなかった。
左右に付けられた独自稼働パーツ「トラック・フィン」は、トリッキーパックの技術応用 で敵機の制御系に干渉し、その動きを拘束し引き寄せる「トラクタービーム」の発射砲となる他、トリッキーモードの遠隔操作ミサイルとして射出できる。また、大気圏用パックにも備わっていた「全方位レーザー」を、G-セルフ自体がフォトン・バッテリーとも言える機体であることを生かし、レーザーポッドからではなく機体表面のフォトン装甲からエネルギーをレーザー化して全方位に放出することが可能となった。
MSAM-033 G-アルケイン（ジーアルケイン）
アイーダ・スルガン専用の赤いMS。ヘルメスの薔薇の設計図に記されていたG系統の設計をベースに、アメリア軍が蓄積してきたMS技術を投じて完成された。ただし、純地球産である各種部品の精度は設計図のレベルには届いておらず、並行開発されたG系統用バックパックの多くが装備できないなど、本来の性能を発揮しきれていない。腰背部のスカート型スラスターが特徴で、本来は背中に畳まれた機首を展開して手足を収納することで、高速移動用の飛行形態に変形可能であるが、テレビシリーズでは1度も変形する場面はなかった。だが、イベント上映作品『FROM THE PAST TO THE FUTURE』や、漫画版、劇場版第4部では変形する場面が見られる。
機体の全高を超える高出力対艦ビーム・ライフルは、グリップの位置を変えることで大型ビーム・ソードとしても使用可能。そのほかの武装は、頭部内蔵のバルカン砲2門、接近戦用のビーム・サーベル2基、攻防一体の拡散レーザー「センサー・バーナー」を内蔵した専用シールド、両の手甲内部にビーム・ワイヤー2基を装備する。
G-アルケイン フルドレス（ジーアルケイン フルドレス）
ビーナス・グロゥブで新たに手に入れた資材を用いて、ハッパらメガファウナのメカニックたちによって、地球圏での最終決戦に備えて製作された火力増強形態。8基の独立可動式レーザービーム砲が連結したスカート型兵装「フルドレス・ユニット」を腰部に、フォトン・バランサーを後頭部に追加装備している。
G-アルケイン フルドレス プラン-A / プラン-B
プラモデル作例ムック『ガンダムウェポンズ ガンダム Gのレコンギスタ編』にて掲載・公開されたバリエーション。劇中のフルドレスはデザインコンペの末に採用になった「C案」であり、このほか「A案」ではアルケイン本体を大幅に改修、「B案」ではバスタードビームソード、大型ブースターユニット、大型シールドを追加した機体となる予定だった。
VGMM-Gf10 G-ルシファー（ジールシファー）
ビーナス・グロゥブのジット・ラボラトリィで開発されたG系統の最新鋭MS。モノアイ・センサーと、メイン・スラスターを兼ねる大型のスカート・ファンネル3基が特徴。G-セルフと同様「ユニバーサル・スタンダード」の機体で非戦闘員でも比較的容易に操縦できる。実機テスト段階であったため、各種オペレーティングやチェック用に3人分の座席を備えたコックピットになっている。だがテスト段階とはいえ、最終確認を残すのみであったため、機体そのものは完成している。
武装は左腰部に装備する2本のビーム・サーベルと、6門のビーム砲とメガ・キャノンを備えた遠隔無線誘導兵器のスカート・ファンネル3基。3基のスカート・ファンネルは遠隔操作できるビーム砲としてのオールレンジ攻撃だけでなく、機体前方に三角錐のように展開することでバリアにもでき、錐の要領で高い突破力を発揮する。他にメガ・キャノンなどの砲口からビーム刃を展開して斬撃武装としても用いることが可能で、第25話ではジャスティマの高出力ビーム・サーベルと斬り結んでいる。機体本体に装着時にはスラスターも兼ねるなど、その用途は多岐にわたる。専用武装以外では、一般的なビーム・ライフルならば装備可能で、第25話では以前G-セルフが装備していたアメリア製のビーム・ライフルを右手に装備して出撃している。頭部には2門の砲口を備えており、第26話ではそこから信号弾を発射した。また、同じく第26話にて『∀ガンダム』に登場した「月光蝶システム」を発動する描写がある。これについて富野は「（月光蝶が）有用な技術だから継承・保全されてきた」ために当機体にも搭載されていたと発言している。劇場版第4部では、G-セルフがパージしたパーフェクトパックを一時的に装着した姿も描かれた（装着したのみで、武装を使用する場面は描かれていない）。
第21話でジット・ラボで試験・調整を行っていた機体を、マニィとノレドが奪いメガファウナへと持ち込んだ。第22話以降はメインパイロットをラライヤが務め、ノレド（とノベル）がナビゲーターとして同乗し、スカート・ファンネルのコントロールやナビゲートを担当した。
G-ルシファー・キメラ
プラモデル作例ムック『ガンダムウェポンズ ガンダム Gのレコンギスタ編』にて掲載・公開されたバリエーション。元々は本編に登場したG-ルシファーの没案で、頭部がガンダムフェイスになっている。G-ルシファーの没案を本作の世界に組み込むために設定された機体。その設定上ではレコンギスタ作戦の失敗後、有志達によって第二次レコンギスタ作戦が立案、新たなジット団を創設する。キメラは新たなジット団を率いる新隊長アーキル・ビン・リドワンの搭乗機であるとされている。
以下の機体もG系統のMSに属する。詳細はそれぞれの当該項目を参照。
- ジャイオーン
- ジャスティマ
- ジロッド
- カバカーリー

### キャピタル・テリトリィの兵器

#### キャピタル・テリトリィのMS
レクテン
キャピタル・タワーの保守点検や、養成学校の練習機として使用されるMS。四角いカメラアイが特徴で、背中に2基の可動式ブースターポッド、腰部にビッグアームや溶接機のパワーウエルドといった特殊アームを装着する。なお、装備する溶接機は、有事の際にはビーム・ライフルとしても機能する。
レックスノー
レクテンを戦闘用に改装した機体。背部に大型キャノンとセンサーユニットを持ち、シールドも保持するなど各部の装甲も強化されている。脚部は高速走行用のホバーユニットに換装されている。主に3機編隊で運用され、「レックス」の略称などで呼ばれる。主なパイロットはケルベス・ヨーで、ザンスガットに乗り換えるまで搭乗していた。メガファウナに協力した部隊は敵味方の識別が分かりやすいよう、頭に鉢巻を巻いていた。
CAMS-02 カットシー
キャピタル・アーミィ創立時点での主力MS。開発にはゴンドワンからの技術協力があったと囁かれているが、噂の域を出ない。空中戦闘に特化した機体であり、背部バックパックに標準装備されるフライトユニットによって、大気圏内での高機動性と長距離航続能力を有している。武装は頭部のバルカン砲、空気抵抗を考慮されフラットに設計された汎用ビーム・ライフル、空中戦で上を取る優位性を鑑みて脚部に内蔵されたビーム・サーベル2本、脚部に内蔵された小型ミサイルが左右各12基、肩部拡張アームに取り付けて保持するシールド。また、アームにはシールドの代わりに4連装ミサイル・ポッドの装備も可能。
カットシー陸戦型
プラモデル作例ムック『ガンダムウェポンズ ガンダム Gのレコンギスタ編』にて掲載・公開されたバリエーション。拡張アームを取り外し、予備バッテリーと水の玉、テント、予備バッテリーを収納した野戦パックを装備。脚部には単発式のミサイルポッド、頭部はバルカン砲拡張マガジンと強化アンテナ等を採用している。
エルフ・ブル
キャピタル・アーミィ所属の可変MS「エルフシリーズ」のプロトタイプ。デレンセン・サマターがテストパイロットを務める。
一般的なMSより二回り大型で、脚部は左右に展開すると主翼状となり、変形後は無尾翼全翼機に似たフォルムとなる。作戦行動域が広範におよぶ場合は、長距離航続用ブースターを後部に装備する。胴体中央内部の「セントラル・ビーム・システム」により発生させたビームを、胸部、両肩、脚部など多数のビーム砲口から任意の場所と出力で発射でき、ネット状の弾幕ビームや敵機を追尾するビームを発射することも可能。両腕にもビーム・ライフルを持つ。
CAMS-03 エルフ・ブルック
キャピタル・アーミィ所属のエルフ・ブルの制式量産型。
エルフ・ブルとの外観差は、脚部の厚み、頭部デザインなど。高性能だが、大型機ゆえのコストの高さが欠点。長距離ブースターは、MS形態時の滞空用バックパックとしても活用できる。
量産1号機となるマスク機は、専用の頭部（双眼式のセンサーが装備。ちなみに一般兵用は単眼式のセンサーが装備される）と、ホワイトとブラウン系のパーソナルカラーが特徴。
胸部、両肩、指先、脚部など全身各所にビーム砲を内蔵しており、いかなる体勢でもほぼ全方位への攻撃が可能。ビーム砲はレーザー状のビームを照射する他、弾丸状のビームの連射もできる。また両膝部分のビーム砲4門は、第7・8話にてグレネード・ランチャーとしても使用している。両脚の先端からはビーム・サーベルを発生可能。出力不安定のため制式採用が見送られたエルフ・ブルと同型のビーム・ライフルを使用することもある。
CAMS-04 ウーシァ
キャピタル・アーミィ所属の新型量産MS。G-セルフとエルフシリーズとの中間ほどの機体サイズで、機体重量の軽さと宇宙用バックパックの高推力により高い機動性を発揮する。武装は腕部のビーム・バルカン、右手のビーム・ライフル、脚部先端のビーム・クロウ。ビーム・ライフルの保持方式はエルフシリーズと同じ。大気圏飛行にはダベーやランゲバインを必要とする。
CAMS-05 マックナイフ
キャピタル・アーミィのスペース・ガランデンに配備された宇宙用新型可変MS。
エルフ・ブルックの後継機に当たり、類似した可変機構や高出力の内蔵式武装を持ちながらも、機体全高は16メートルにまで小型化されている。本機の可変機構は前面投影面積の縮小による被弾率の低減を目的としており、飛行形態で弾幕を掻い潜りつつ敵に肉薄し、MS形態での格闘戦で仕留める戦術を得意とする。高い機動性と攻撃力を持つ反面、操縦には熟練を要する。マスクやバララ・ペオールなどが操縦する。
量産機は単眼の頭部センサーに黄色のカラーリングだが、マスクやバララに与えられた高性能なエース専用機は、双眼のアイセンサーを搭載しており、パイロットの好みに合わせたカラーリングが許されている。
武装は、機体の各所にビーム・バルカンを内蔵しており、脚部側面には跳ね上げ式の円形砲台が左右計6門、足裏に左右計6門、両手首に計2門、手の内部にも左右計10門を配備している。手の内部のものは、握り拳の状態で指の付け根から放つか、五指を銃身として利用し指先から発砲するか、状況に応じて選べる。名称こそ「バルカン」だが、弾丸状のビームを連射する以外にも、レーザー状のビームを照射することもできる。また、近接武装として両手に備える「プラズマ・クロウ」は、両手の指先から発生させた高熱プラズマで、敵機体を溶断できるだけでなく、内部のメカやコンピューターにも障害を与える。劇中では、正拳の状態にプラズマを纏わせた打撃強化武装としても量産機が用いている。他には、両脚部内側にグレネード・ランチャー4門、特殊光学観測装置「フォトン・アイ」とAIによる誘導で、ミノフスキー粒子散布下でも高い命中率を発揮する股間部内蔵のミサイル「フォトン・ボム」 などを備える。長距離移動時は、専用の大型ブースターを背部に装着する。武装以外では、肩からメッセージチューブを射出できる。
ブラックマック
プラモデル作例ムック『ガンダムウェポンズ ガンダム Gのレコンギスタ編』にて掲載・公開されたバリエーション。第19〜22話の間で活躍したかもしれない、という構想のもとに設定された。全体がブラックのカラーリングのマックナイフで、ウーシァの新型ビームライフルと指揮官機用のビーム・バヨネットと対艦用フォトン・ボムを装備。機動力は低下したが火力はその分向上している。設定ではデレンセンと同期のエイジ・サカモトの乗機とされる。
「ガンダムエース」連載のコミカライズ版では、マスクが搭乗している。
ビフロン
キャピタル・アーミィにドレット軍が貸与した実験機のMS。テストパイロットをバララ・ペオールが務める。
4本の腕とブースターと一体化した巨大な下脚を備える。4本腕は肩関節だけでなく、胸まで食い込むレールで肩そのものが可動する構造になっている。下脚部分は後ろに折り曲げることで虫のような機体フォルムで運用され、ロケットキックとして敵に飛ばして切り離しもできる。特殊機能としてビーム技術の演出により4本腕を更に複数あるように敵に誤認させる「ヨツデ・ユニフィケーション・アタック」という攻撃法を持つ。
武装は4本腕に装備したダブル・ビーム・ライフルや短剣型のビーム・ダガー、シールド。下脚内には小型の球状機雷を多数搭載しており、その小ささから敵機の関節やエアインテークに入り込ませて部分破壊を狙うことが可能。第18話では、マスクが「ビーム・シャワー」なる武装の搭載を示唆していたが、劇中では使用していない。バララがジット団からユグドラシルを受領した後は用済みとされ、ユグドラシルの性能試験の的として破壊された。
VGMM-Git01 カバカーリー
キャピタル・アーミィのマスクにジット団から提供された最新型のG系統MS。クンタラの魂の安住の地「カーバ」の守護神「カーリー」を意味するその名前は、パイロットを務めるマスクが命名した。元々はレコンギスタ作戦発動の際に、ジット団のリーダーであるキア・ムベッキが最終決戦機として搭乗予定だったが、レコンギスタ作戦の直前に命を落としたため、その夢は叶わなかった。
来るべきレコンギスタ作戦に向けた最終決戦機となるべく、ジット・ラボラトリィ製の最強のMS であることと、ジット団のフラッグシップ機としての意味を込めて「G-IT（ジーイット）」という名称の、奇しくもG-セルフと同様に「Gそのもの」と意訳できるコードネームで開発されていた。このコードネームの意図は、当機体のデザインを担当した形部一平によると、最終決戦が「ガンダムそのもの」同士の対決であるという意味を込めたかったためとのこと。
機体のメインカラーは黒。稼働時はG-セルフの各部位が青色に発光するように、本機も機体各部のフォトン・バランサーが緑色に発光する。これは当機体が、あまりにも強力な高性能のフォトン・バッテリーを搭載しているためバランサーが必須となり、バッテリーの余剰エネルギーを放出するために発光する。フラッグシップ機としての頑丈な作りと、プラズマ障害にも対応できるアンテナ による高い指揮機能、及び遠・中・近距離それぞれに対応した多種多様な特殊武装を運用可能なオールラウンドで活躍できる万能機として完成した。また、G-セルフと同じく高い拡張性も有しており、戦況に応じた各種バックパックの装備が可能。最終決戦にて装備していたビーム・リング・コンテナはその内の1つにすぎない。その高い水準での汎用性と拡張性から、MSとしてのひとつの完成形と言われている。
武装は、直線ビームと拡散ビーム の撃ち分けが可能な上、銃身下部にはグレネード・ランチャーを備える遠・中距離戦用兵器のビーム・ショットガンを携行し、両手の手甲部分には出力調整により最大で自機の2倍ほどの長さにまで伸びるジャマダハル型のビーム・セイバーを近接戦用の斬撃武装として内蔵する。また背部に備えたスラスターを兼ねる2基のコンテナには、中距離戦用の武装としてミノフスキー・フライトを備えたチャクラム状の投擲武器であるビーム・リングを搭載。ビーム・リングは、投擲や掌から発するレーザービームと接続しての遠隔操作による回転刃の切断兵器としての用途だけでなく、リングの内側に通した対象に電撃を流し込んで拘束・攻撃するなど、その使用法は多彩。リングの遠隔操作が行えるのは、両手を使う都合上2枚まで。リングは戦闘中に破壊されても新たに取り出しているため、コンテナ内に予備分として複数枚が収納されているようだが、正確な搭載数は不明。劇中で使わなかった兵器としては、高圧縮のフォトン・エネルギーを照射できる2門のフォトン・レーザー砲を胸部に備える。両肩のシールドには地球重力圏飛行用にミノフスキー・フライトが、2000度にも耐えられる脚部シールドには単独大気圏突入が可能 な耐熱フィルムが内蔵されている。
CAMS-RX0 G-フェネクス
テレビシリーズの外伝となるイベント上映作品『FROM THE PAST TO THE FUTURE』に登場するG系統MS。パイロットはマスクが務める。詳細はG-フェネクスを参照。

#### キャピタル・テリトリィのMA
ジーラッハ
ジット・ラボラトリィで開発された大型MA。メガファウナで地球圏へ運ばれた後、マニィ・アンバサダがガランデンへと持ち込み、そのまま専属パイロットとなった。2本の腕と1本の下脚を持ち、稼働中はG-セルフやカバカーリー同様に、機体各部が発光する。発光色は黄色。
武装は、胴体や腕部に複数のビーム砲を備え、スカート後部には多門砲型の「ビフレストビット」を6基格納する。腕部内側の手首付近からは、その関節部からランダムに動く小型ビーム・ウィップが無数に発生する蛇腹状の伸縮式ヒートロッド「センチピード」を展開し、両手の三本指からはビーム・クロウの発生もできる。防御面では、手甲部分から機体全体を球形に包むIフィールドによる、バリア・シールドを発生させることが可能。
ユグドラシル
キャピタル・アーミィのマスク部隊にジット団から提供されたピラミッド型の大型MA。コックピットはメインパイロット1名、サブパイロット2名の計3人乗りで、バララ・ペオールがメインパイロットを務める。
瞳のような砲口から放たれる主武装の「テンダービーム」は通常の長距離射撃だけでなく、その機体名「ユグドラシル（世界樹）」が示すように、フォトン・バッテリーの大小に反応しMSに対しては細く、戦艦に対しては太くといった具合に枝分かれして追尾する機構 で、巨大な樹が広範囲に枝分かれしたようなビームを発射し、一度に大多数の敵を攻撃できる。その拡散状態でも、直撃すれば戦艦すらも撃墜するほどの威力がある。防御面では機体を包むリフレクターバリアの発生が可能。大型機だが精細な挙動も行え、機動性も高い。また、機体の直角には迎撃用のレーザー砲を備えている。

#### キャピタル・テリトリィの艦艇
ガランデン
クンパ大佐がゴンドワンから調達した大型戦艦で、クルーはゴンドワンから派遣されている。前尾翼機を彷彿させる船体形状と青い船体色が特徴。幅広いMS用の滑走路を備えている。武装は艦橋前の3連装メガ粒子砲2門と連装メガ粒子砲1門、後部の連装メガ粒子砲1門、対空機銃。マスクが率いるエルフ・ブルック部隊の母艦として登場する。宇宙では、大気圏用ブースターを切り離した「スペース・ガランデン」として運用される。
ブルジン
キャピタル・アーミィが建造した最新鋭航宙艦。武装は左右の甲板上にある連装メガ粒子砲2門や対空機銃。主な搭載機はウーシァ。船体色は白を基調とする。ギアナ高地での戦闘では損傷し煙を吹きながら墜落、不時着する。

#### キャピタル・テリトリィのその他の兵器
シングルエフラグ、ダベー
戦地へのMS輸送と支援戦闘を目的とする有人型のサブフライトシステム。シングルエフラグは1機、ダベーは2機のMSを機体上面に乗せて飛行できる。武装はシングルエフラグが小型バルカン砲程度、ダベーは空対空ミサイルを主翼に内蔵し、下部に機銃を装備する。
ランゲバイン
キャピタル・テリトリィが開発したバイク型の高速移動ユニット。大気圏内の飛行機能も持つ。文字通り、MSはバイクのようにまたがって操縦する。劇中では主にウーシァが使用していた。武装として先端部にメガ・ランチャーを搭載する。

### アメリア / 海賊部隊の兵器

#### アメリア / 海賊部隊のMS
GH-001 グリモア
海賊部隊の主力量産型MS。アメリア軍が所属を明らかにしたくない極秘任務用に大幅な偽装を施して開発した機体だが、海賊部隊での運用実績を評価され、のちに正規軍にも採用された。キャピタル・アーミィからは「坊主頭」と呼ばれている。後述のジャハナムと異なり、標準仕様で大気圏内外を問わず活動が可能である。
ほかのMSよりも小柄かつずんぐりした体型で、ドーム状の頭部に3つのアイセンサーと展開式のフォトン・ラジエーター、腹部に脱出ユニットを兼ねた球形コクピットブロックを持つ。
武装は頭部内蔵のバルカン砲と、ビームと実弾を併用可能なサブマシンガン、サブマシンガン下部に内蔵され鞭のようにしなるビーム・ワイヤー、刀身に発生させたプラズマで高い切断力を発揮するプラズマナイフ、緊急用のスラスターを内蔵した小型軽量の複合材製シールド、ロケット推進式のアンカーを打ち込んで高圧電流を流しこむワイヤー・フック。
MSAM-YM03 モンテーロ
クリム・ニック専用の青いMS。単独での長距離侵攻を目的に開発された機体で、高出力スラスターと両肩に装備された主翼兼用シールドによって、サブフライトシステムの補助なしに大気圏内を高速飛行することができる。コクピットはグリモアに似た球体形状をしているが、手足の長いスマートな体型をしている。
武装は、両肩シールドに分割格納されたビームワイヤー内蔵の双頭槍ビーム・ジャベリン、頭部内蔵のバルカン砲2門、既存の火器と同等の威力を維持しつつ省エネルギー化された専用ビーム・ライフル、左右のスカートに懸架されたミサイル計6基、グリモアと同様のワイヤー・フック。
後に量産配備されたダークグリーンのカラーリングの機体が登場している。
ジャハナム
アメリア軍の主力量産型MS。多彩なオプションを備えた高い汎用性が長所。頭部の球形センサーは表面に表示される2本のラインの交差で視線方向を示す。このセンサーはアメリア軍標準でMAアーマーザガンも同形式センサーが備わっている。武装は2門の頭部バルカン砲、ビーム・ライフル、背部のプラズマ・アックス、左肩部のシールド。
「ジャハナム」の名前は、『機動戦士Vガンダム』に登場したリガ・ミリティアの指導者ジン・ジャハナムと共通するが、彼にあやかったものであるかは不明（ただし、特典映像『G-レコ甲子園』第13話には、ジン・ジャハナムとの関係を示唆する描写がある）。
ジャハナム高機動型
プラモデル作例ムック『ガンダムウェポンズ ガンダム Gのレコンギスタ編』にて掲載・公開されたバリエーション。地上用の派生機だが、宇宙用の高機動性も備えた実験機でヘカテーのホバー機構が採用されている。宇宙用とのコンペがあったのではないかと言われている。
MSAM-034 宇宙用ジャハナム
量産体制が整い信頼性が高かったジャハナムの基本設計を流用して宇宙用に開発された新型MS。バックパックとスカート部分にブースター、各所にスラスターを増設したことで、推力が上昇し機動性が上がっている。武装は両肩部のバルカン砲、可動部を減らしてビーム射撃に特化させたビーム・ライフル、シールド裏に格納された高い切断力を持つビーム・アックス、左腕に装備するシールド。機体色は緑。
MSAM-034a 宇宙用ジャハナム（クリム・ニック専用機）
宇宙用ジャハナムのクリム・ニック専用機。頭部には索敵・熱源感知能力を向上させた大型のブレードアンテナを装備している。モンテーロの戦闘データがセッティングに継承され、エース機として機体色が青に塗られている。武装は量産機と共通。
ヘカテー
アメリア軍の新型MS。武装は頭部バルカン砲、ビーム・ライフル、先端部がガトリングガンとなっているプラズマ・サイズ、スカート後方に格納されるビーム・サーベル2基。プラズマ・サイズはチェンソー状のビーム刃を形成できる。第23話では背部に6基の「ブロックビット（通称：棺桶ビット）」を装備して出撃する。搭乗者はミック・ジャック。
トリニティ
クレッセント・シップで運ばれアメリア軍へ提供された、ジット・ラボラトリィ製の宇宙用MS。パイロットはミック・ジャック。
両腕と3本の脚は切り離すと、それぞれに複数の砲口を備える「有線式ファンネル（アーム・ファンネル、レッグ・ファンネル）」として遠隔操作によるオールレンジ攻撃が可能。このファンネルはビーム砲と、大量に充填できるように小型化された「ボタン弾」と呼ばれるミサイルの多門砲式となっており、敵機の上方に展開してビームとボタン弾をシャワー状に放射するなどの攻撃が行える。また、両掌部にあるビーム砲はビーム・サーベルの形成もできる。本体は両肩が巨大なジェネレーターとなっており、ミノフスキー・フライトによる単独飛行が可能。
VGMM-La01b ダハック
クレッセント・シップで運ばれアメリア軍へ提供された、ジット・ラボラトリィ製の強襲型MS。MAのダーマ（後述）に内包されているコア・ユニットとなるMS。パイロットはクリム・ニック。
武装は背部に備えられた4基の「アームド・アーム」先端にあるビーム発生器。これはビーム砲としての射撃やビーム・サーベルの形成が可能で、遠近両方の戦闘に対応できる。また、掌は「プランダー」という接触した対象のフォトン・エネルギーやビームを吸収する特殊武装となっており、この機能を応用してビーム・バリアの展開を行える。ビーム・バリアで受けたビームも自身のエネルギーに転化・吸収できる。

#### アメリア / 海賊部隊のMA
アーマーザガン
アメリア軍の大型可変MA。人型形態に変形可能。開発途上であり、データ収集も兼ね試験的に実戦投入される。武装は飛行形態では翼、人型形態では肩部になるユニットの上面にビーム・キャノン（片側3基ずつ、計6基）、下面に速射できるビーム・バルカン（片側5門ずつ、計10門）を装備し、人型時には2本の大型クロウを展開しての格闘戦が可能。クロウ中央部からはビーム膜を纏った杭の「プラズマステイク」を打ち込める。試作機ゆえコントロールパネルの結線は完全ではない。機体上部にクリムのモンテーロを乗せたこともあった。
VGMM-La01a ダーマ
クレッセント・シップで運ばれアメリア軍へ提供された、ジット・ラボラトリィ製MA。内部に収容しているコア・ユニットとなるMSダハックの耐熱装甲兼長距離航行用ユニット。パイロットはクリム・ニック。武装は12門のビーム砲と2門の拡散ビーム砲 だが、劇中における戦闘描写は特に無く、大気圏突入後にダハックを放出して役目を終えた。

#### アメリア / 海賊部隊の艦艇
輸入例もあるキャピタル・アーミィと違い、劇中登場するアメリア軍艦艇は全て国産の宇宙艦艇である。「ヘルメスの薔薇」のデータを元に設計、建造されたものと語られている。艦名は全て巨大な動物の名前から採られており、「メガファウナ」以外は実在もしくは架空の大型爬虫類のそれである。
メガファウナ
海賊部隊の母艦。アメリアが建造したが、規約違反と指摘され、解体・廃船処分したと発表された航宙艦ニックスペースが密かに転用されている。海賊部隊にて秘密裏に実証試験と運用が行われていた。海上航行、ミノフスキーフライトによる浮揚飛行、推進力飛行が可能。大気圏離脱と帰還の能力を有す。武装は前部左右に2門、後部に1門装備する連装メガ粒子砲と各所に配置された対空機銃。格納庫は前方艦橋直下と後部甲板下部の2箇所。ミノフスキーフライト時は両舷に鰭のような輝くフィンを展開する。艦長はドニエル・トス。船体色は鮮やかな赤。艦名は「巨大動物種群」、「巨大動物相」の意。
サラマンドラ
アメリアの新造航宙艦。クリムが宇宙にて戦闘指揮官として乗り込み、母艦とした。武装は両舷や後部の連装メガ粒子砲5門、艦橋付近の対空機銃、ミサイルランチャー。船体色は紫。艦名の由来は伝説上の火の竜「サラマンダー」。
ラトルパイソン
グシオン総監が乗艦するアメリア艦隊旗艦。武装は艦首の単装メガ粒子砲1門と艦橋周囲の連装メガ粒子砲6門、船体各所の対空機銃。船体色はオリーブ。第26話には同型艦が登場する。艦名の由来は「ニシキヘビ」。
クロコダイル
アメリア艦隊を構成する主力航宙艦。武装は前部の連装メガ粒子砲2門や対空機銃。船体色はカーキグリーン。艦名の由来はワニの一種「クロコダイル」。
ガビアル
サラマンドラに補給艦として付き添った航宙艦。武装は艦首と艦橋後部に備えた連装メガ粒子砲3門、艦橋横の対空機銃2門。船体色は青緑。艦名の由来はワニの一種「ガビアル」。
バイパーバイパー
サラマンドラやガビアル隊へと合流したやや小型の航宙艦。武装は艦首の単装メガ粒子砲1門と後部の連装メガ粒子砲2門、対空機銃。船体色はサンドイエロー。艦名の由来は「クサリヘビ」。

#### アメリア / 海賊部隊のその他の兵器
フライスコップ、レイドル、ビレイ
海賊部隊の有人型サブフライトシステム。平面形状がそれぞれで異なる（フライスコップは五角形型、レイドルは円形、ビレイは直角二等辺三角形型）。上面へのMS搭載数は1機のみだが、下部のハンドルにぶら下げて計2機を運ぶことも可能。海賊部隊での使用が多いのはフライスコップ。武装として空対空ミサイルなどを装備する。

### トワサンガの兵器

#### トワサンガのMS
モラン
ドレット軍の汎用量産型MS。所属や階級で武装が異なる。頭部のアイセンサーは左目が旧型の光学式複合センサー、右目が新型の全方位サーチセンサーで左右非対称となっている。武装はビーム・ライフル、片刃のビーム・ソード、両腕前部に収納する8連装ミサイルとビーム・ダガー2基、左肩部のシールド。
ロックパイ・ゲティの隊長機は、バックパックにバーニア・アーム、ビーム・ライフルに「ニードル弾（貫通力が高いミサイル）」を発射するリボルビング・ランチャー が増設され、機体はパーソナルカラーで塗り上げられている。
他にターボ・ブロッキンが隊長機（第24話）に、リンゴ・ロン・ジャマノッタが量産機に搭乗している。後にリンゴ機はメガファウナ側に鹵獲されて、敵味方識別のためにメガファウナ所属を示すレッドカラー へ塗装された。また、両前腕部の中に収納される武装の向きが一般機と前後が異なる。第15話と第16話ではラライヤがリンゴ機に乗り込んでいる。
エルモラン
ドレット軍の汎用量産型MS。重装甲だが各所のスラスターにより機動力は高い。守備任務を得意とする。モランと比べて配備数は少ない。武装は実弾を発射するバズーカとビーム・ソード。また、前腕部分はモランと同じ構造になっており、8連装ミサイル（左右で計16基）やビーム・ダガーを左右計2基収納する。
ザックス
トワサンガ本国守備隊の汎用量産型MS。本国守備隊のガヴァン・マグダラなどが搭乗する。当機体のみで構成されたガヴァンの精鋭部隊は「ザックス兵団」という別称を持つ。武装はビーム・ガン、近接戦用のビーム・バーナー、両足部のクロウ、左肩部のスパイク付きシールド、右手甲には電撃を流せる対MS捕獲用ネット・ユニットを備える。ビーム・バーナーは背中の4基のバインダー先端部への収納時は、柄尻を砲口とするパルス・ビーム砲としても機能する。
ネオドゥ
トワサンガの多目的MS。作業用MSの発展機で、1000年以上前のスペースコロニー建造時代から存在する。顔のマスク部分はいわゆるガンダムフェイスによく似たデザインであるが、由来等については劇中にて言及されることはなかった。武装はビーム・ライフルとビーム・サーベル2基、左肘部に接続するシールド。ビーム・ライフルは作業用溶接機を改造したものである。ビーム・サーベルは背中の2基のバインダー先端部に格納される。ラライヤがG-ルシファーへと乗り換えるまで搭乗していた。
ガイトラッシュ
ドレット軍の最新型MS。パイロットはロックパイ・ゲティが務める。
頭上の大型リングに30基も配されたビーム発生器から帯状に発生するビーム・マントは攻防一体の兵器で、シールドとしてだけでなく、檻のように拡げて敵を捕らえたり、ビーム刃にして溶断するなど、出力と形状の変化でさまざまな応用ができる。その他の武装は頭部に3門、胴体に4門、両足先に8門を内蔵するパルス・ビーム砲、スカート後部に備える16門のミサイル・ランチャー、近接戦闘用のビーム・サーベル2基。また、モランのビーム・ライフルを装備することも可能。

#### トワサンガの艦艇
ギニアビザウ
ドレット艦隊の旗艦。トワサンガの工業力を集結させて建造した戦艦で、同型艦は存在しない。武装は中央部上下に備えた大型の3連装メガ粒子砲2門、後部の球体側面の連装メガ粒子砲2門、各所の対空機銃22門、ミサイルランチャー。また、Iフィールドを防御装備として展開可能。船体色はオレンジと深緑色のツートン。
クノッソス
ドレット艦隊の主力航宙艦。バッタのような形が特徴。武装は両舷の単装メガ粒子砲2門、前部と後部の連装メガ粒子砲3門、中央部と下部の対空機銃4門、ミサイルランチャー。古くから使われており、信頼性も高く最も普及している。船体色は黄緑。

#### トワサンガのその他の兵器
アリンカト
ドレット軍のMS支援機。後部中央の1機のMSが操縦し、前方左右に2機のMSを牽引して航行できる。武装は火球状のビームを放つ機首部のメガ・ビーム・ランチャー、正面部の2門のビーム・バルカン、両側部に持つビーム砲を内蔵した2本のクロウ。

### ビーナス・グロゥブの兵器

#### ビーナス・グロゥブのMS
VGMM-Gb03 ジャイオーン
ビーナス・グロゥブのジット・ラボラトリィで開発されたG系統のMS。搭乗者はジット団のリーダーであるキア・ムベッキ。
強力なフォトン・バッテリーを搭載している。顔面部はセンサーディスプレイとなっており物理構造としての「顔」を持たないが、故に状況に応じて様々な表情を見せる。基本的にはいわゆるガンダムタイプの顔に似た走査パターンが投影表示されている。背面と両肩に着脱可能な多機能バックパック「ビッグアーム・ユニット」を装備する。
武装は高い粒子収束力を持つビーム・ライフル、ビッグアーム・ユニットの8本のアーム先端から発生させるビーム・サーベル。細形の6本のアームは、「ソード・ファンネル」として分離・遠隔操作できる。ユニット全体は左右が巨大な4本指の掌状に開き、可動シールドや大気圏内の飛行翼として機能する。第20話においてはシールド部の穴からビームを発射したり、巨大なビーム・サーベルを発生させている。アームの可動軸は弱点でもあり、第20話でのG-セルフとの交戦で接近戦になった際、可動軸をビームライフルやバルカンで集中的に狙われ、細形のアームのほとんどを破壊される。
劇中未使用の兵器としては、高圧縮のフォトン・エネルギーを照射するフォトン・レーザー2門を頭部に備える。このレーザー砲は、大型G系統MAジロッドの口に当たる部位の大型フォトン・レーザー砲を、MS用とするための小型化実験で開発された試作品で、戦艦すら真っ二つにしてしまうほどの凄まじい威力を有するも、一度に3秒以上連続照射すると砲身が溶けてしまう ため、使用の際には慎重を要する。同様のレーザー砲が、同じくジット・ラボ製のG系統MS（ジャスティマ、カバカーリー）にも搭載されている。他には、周囲のMSのセンサー類を一時的に機能停止にする、フォトン・バッテリーによる拡散エネルギー弾である4連装閃光弾を膝のアーマー内に内蔵している。
プロトジャイオーン
プラモデル作例ムック『ガンダムウェポンズ ガンダム Gのレコンギスタ編』にて掲載・公開されたバリエーション。ジャイオーンの初期案をクリンナップしジャイオーンの試作機として位置づけた機体。完成機とは異なり、顔面部はセンサーディスプレイではなく、物理的なガンダムフェイスを持つ。
VGMM-Sc02 ジャスティマ
ビーナス・グロゥブのジット・ラボラトリィで開発されたG系統のMS。パイロットはジット団のチッカラ・デュアル。
本機最大の特徴はケーブルでフォトン・バッテリーと直結して発生させる高出力の超大型ビーム・サーベルである。これは航宙艦すらも両断が可能な武器だが、ケーブルを接続しないと10%程しか威力が出ない。搭載する高性能のフォトン・バッテリーの余剰出力を放出するために、背中には緑色に光るフォトン・バランサーが組み込まれている。その他の武装は、頭部の額中心に備えられたフォトン・レーザー砲1門、専用ビーム・ライフル、右肩部に内蔵された拡散ビーム砲と無線誘導兵器のファンネル・ミサイル（フォトン・アイ・センサーが組み込まれており、高い命中率を誇る。また左肩部にも隠し装備として格納されており、劇中使用している）。また、左肩部からは円形のビーム・バリアを展開でき、バリア発生器は拡散ビーム砲としての利用も可能。
リジット
ジット団所属の汎用量産型MS。ビーナス・グロゥブのジット・ラボラトリィで開発された。
「G-IT（ジーイット）」（後のカバカーリー）の設計を基に、量産型のスタンダード機となるべく開発された。武装はビーム・マシンガンと両腰部のビーム・サーベル2基、両脚部に備えるシールド。
ポリジット
ロザリオ・テンの自警組織テン・ポリスが保有する汎用量産型MS。地球圏の実状を見てみたいと、少数のパイロットが当機体と共にメガファウナ勢に同行した。
半円形の大型シールドが特徴で、通常時は背中に装着している。背部の大型スラスターは、戦況に応じて取り外しできる。武装はビーム・ライフルとシールド裏に格納するビーム・サーベル2基、前述のシールド。
ザンスガット
ビーナス・グロゥブの汎用量産型MS。ポリジットと同じく、少数のパイロットと当機体がメガファウナ勢に同行した。
武装は左胸部にガトリング砲を搭載するほか、ビーム・ライフルを装備し、両腕部にビーム・パタ（短めのビーム・サーベル）発生器、サイドアーマーや脚部には空気圧によって高速発射される大型実体弾「ピンブリット」の射出口を計12門備える。
メガファウナ側に提供された1機はケルベスの乗機となり、メガファウナ所属を示すレッドカラー に塗装された。
ズゴッギー
ジット団所属のオーシャン・リングの水中用MS。水中での作業を得意とするが、陸上・宇宙空間でも運用は可能。水中航行モードへの簡易変形機構がある。前腕部は爪を展開すれば格闘戦用のクロウに、折り畳めばドリル状に回転する掘削機になる。掘削機の中央部にはビーム砲を備え、中距離戦闘にも対応できる。劇場版第4部では、水中で掘削機を使用して渦巻きを発生させた（ローゼンタールは「ドリル渦巻き」の技名を付けている）。また、サイドアーマーには片側1発ずつ、計2発の魚雷を搭載する。なお、フロントスカート内部には2本の隠し腕を持つ（マニピュレーターにはレーザーカッターを搭載）。搭乗者はローゼンタール・コバシ。
マズラスター
ジット団所属の新型MS。ジット団のクン・スーンが、ジロッドから乗り換えた。ジロッドの脱出用コックピット・コアをそのまま流用している。
武装は鎖状の強力なビーム・ウィップを両腕部から展開し、敵機を縛り上げ溶断あるいは電撃を流し込んだり、回転させて防護膜とするなど多彩な用途が可能。ビーム・ライフルも装備している。頭部のアイセンサーは左右で異なるタイプのものを搭載しており、非対称となっている。

#### ビーナス・グロゥブのMA
ジロッド
ジット・ラボラトリィで開発されたG系統の大型MA。パイロットはジット団のクン・スーン。
武装は両肩部に搭載する合計10基の無線式ファンネル「バイトビット」や、有線式になっている両腕部の球形の端末と両足部のクロー状の端末に内蔵されたビーム砲塔、中央のセンサー周囲に備えた4門のミサイルポッド、正面の口腔部にある戦艦すら容易く両断できる高出力の大型フォトン・レーザー砲。オールレンジ攻撃用兵装により、対MS戦も可能である。また、パイロットのクンからは「アンチ・ミノフスキー」と呼称する機能の存在も示唆されたが、使用した描写はなかった。本体のペイロードには、ジャイオーンのオプション兵装「ビッグアーム・ユニット」を格納できる。
第21話で自沈していくコンキュデベヌスを追い、共にシーデスクの底に空いた大穴の栓となる。メガファウナではその形状から「ロールパン」と呼ばれていた。
コンキュデベヌス
ジット・ラボラトリィで開発された大型MA。全長は100mを優に超える。機体名は「ビーナスの貝」を意味する。キアは「コンキュデ」とも呼んでいた。機内に専従のパイロットも居るが、上部中央のドッキング・ホールにMSを接続すると、結合したMS側よりコンキュデベヌスの機体全体を制御できる。キアの出撃時は未だ組み立て途中にあった。
武装は大型ビーム砲14門（中央横列の丸いピンク色の砲口部）、左右のビーム砲の上下に4門ずつ発射口を備えたミサイル・ランチャー16基（機体後部にも同数、計32基）、4本のアーム先端部から発生させて戦艦すらも一刀両断できる巨大ビーム・サーベル、4枚の装甲板を展開して高温で敵を焼き尽くす特殊電磁波兵器「オーヴン」、機体両側部から射出される合計8本（左右各4本）の有線攻撃端末「ヒート・フィーラー」（これはワイヤーで触れた物を溶断する武器で、先端部の球状スラスター端末で操る）。また、防御機能としてIフィールドを展開可能。
第21話にてキアがジャイオーンとドッキングさせて使用し、G-セルフと交戦。オーヴンを用いてG-セルフを焼こうとしたが未遂に終わる。その後、シー・デスク海底の大穴を塞ぐ栓とするため自沈させられた。本来は起動するためのコア・ユニットとなる専用MSが存在するが、ジャイオーンを管理者権限で強引にドッキングさせた。そのためシー・デスク海底の大穴を塞ぐ際、遠隔操作ができずジャイオーンが分離するとコンキュデベヌスの機能が停止してしまう上に、ジャイオーンのビッグアーム・ユニットの干渉と水圧の影響で分離ができなくなり、キアは脱出が叶わず命を落とした。

#### ビーナス・グロゥブの艦船
カシーバ・ミコシ
フォトン・バッテリーをトワサンガからザンクト・ポルトへ運搬する大型航宙艦。スコード教の神体で、装飾的な意匠にピンクを基調とするカラーリングが目を引く姿となっている。非武装であり、船体への攻撃はたとえ流れ弾でも厳禁である。劇場版ではデザインが変更され、TV版の船体の上部にフォトン・バッテリーを積載するコンテナ部が付いた姿になった（TV版の船体は動力部となっている）。
クレッセント・シップ
トワサンガにフォトン・バッテリーを運ぶ長距離航行用輸送船。メガファウナがデッキに乗るほどの巨大な艦で、全長は1kmを軽く超える。船体はエンジン部より縦と横に円弧状の構造物が伸びて前方で交差しており、内側のグレーのチューブは円に沿ってゆっくりと回転している。G-セルフが放出したエネルギーに反応して推力効率を向上するフォトン・リアクションシステムを搭載する。また、定常運転の開始はヒックスルート・カプセルをGメタルで認証し始動させる必要がある。これができない場合、出航には数日間のアイドリング時間を要する。武装として隕石避けのビーム砲を備えている。船体色は緑。
フルムーン・シップ
レコンギスタのためにジット団が用意した惑星間輸送船。クレッセント・シップの準同型船であり、元々はヘルメス財団のものだったが、ジット団がレコンギスタのため接収した。艦長を始めとした乗組員の多くがレコンギスタの賛同者だったため、さして大きな抵抗はなくその所属を変更した。クレッセント・シップと同じように、隕石避けとしてレーザー砲を武装に持つ。あくまで隕石対策用だが、MSを一撃で破壊できる威力を有する。船体色は黄色。

#### ビーナス・グロゥブのその他の兵器
トリプレッド
ジット団の宇宙用サブフライトシステム。主に長距離移動の際に使用され、電磁吸着式ワイヤーにて最大でMSを3機牽引して航行できる。武装として左右に6発の小型ミサイルを内蔵する。

### その他の兵器
キャピタル・ガード養成学校の学術研究ライブラリー内にて、宇宙世紀時代のMSが、発掘された「前世紀のクラシック・コレクション」として展示されている（機体内訳は、指揮官用ザクII、ガルバルディβ、ジェムズガン、ドム、ゴッグ、ガンキャノン、ジェガン、カプール、リック・ディアスなど）。また第26話の最終決戦の途中、マスクがギアナ高地の地下空洞の遺跡で、朽ちたズゴックを2機視認している。

## スタッフ
- 企画 - サンライズ
- 原作 - 矢立肇、富野由悠季
- 脚本 - 富野由悠季
- キャラクターデザイン、作画チーフ - 吉田健一
- メカニカルデザイン - 安田朗、形部一平、山根公利
- デザインワークス - コヤマシゲト、西村キヌ、剛田チーズ、内田パブロ、沙倉拓実、倉島亜由美、桑名郁朗、中谷誠一
- 美術監督 - 岡田有章、佐藤歩
- 色彩設計 - 水田信子
- 音響監督 - 木村絵理子
- 編集 - 今井大介
- アイキャッチ振付 - 富野幸緒
- 撮影監督 - 田中唯
- 撮影監督補佐 - 脇顯太朗
- CGディレクター - 藤江智洋
- 音楽 - 菅野祐悟
- 音楽プロデューサー - 山田智子 (サンライズ音楽出版)、長美郁 (ワンミュージック)、外村敬一（ソニー・ミュージックエンタテインメント）[注 14]、木村憲一郎（エイベックス・ミュージック・クリエイティヴ）[注 15]
- エグゼクティブプロデューサー - 佐々木新、丸山博雄
- 制作協力 - 創通、ADK
- プロデューサー - 小形尚弘、前田俊博、菊川裕之
- 総監督 - 富野由悠季
- 製作 - サンライズ、MBS

## 主題歌
いずれの楽曲も富野が井荻麟名義で制作に参加している。この内オープニングテーマは2曲とも井荻による作詞ではないが、2曲とも作曲段階で富野の意見と本作の最終話までの物語を反映して作詞されている。オープニングのアニメーションは、2曲とも既存の富野監督が手掛けたガンダム作品とは異なり、劇中のシーンを繋ぎ合わせた箇所の割合が高くなっている。
「BLAZING」
第1クールオープニングテーマ。作詞はメイリア、作曲はtoku、編曲・歌はGARNiDELiA。
「ふたりのまほう」
第2クールおよびAmazonプライム・ビデオ配信版オープニングテーマ。作詞は前田たかひろ、作曲・編曲は菅野祐悟、歌はMay J.。
「Gの閃光」
エンディングテーマ。作詞は井荻麟、作曲・編曲は菅野祐悟、歌はハセガワダイスケ。
「ハイフン・スタッカート」
第3話劇中歌。作詞は井荻麟、作曲・編曲は菅野祐悟、歌はハセガワダイスケ。

## 各話リスト
| 話数   | 放送日 (TBS)   | サブタイトル             | 絵コンテ               | 演出              | 作画監督                                                                      | 作画監督                                                                      | 作画監督 | 次回予告の締め台詞                                                        |
| 話数   | 放送日 (TBS)   | サブタイトル             | 絵コンテ               | 演出              | キャラ                                                                        | メカ                                                                          | 戦艦     | 次回予告の締め台詞                                                        |
| ------ | -------------- | ------------------------ | ---------------------- | ----------------- | ----------------------------------------------------------------------------- | ----------------------------------------------------------------------------- | -------- | ------------------------------------------------------------------------- |
| 第1話  | 2014年 10月3日 | 謎のモビルスーツ         | 斧谷稔                 | 吉田健一 居村健治 | 倉島亜由美                                                                    | 橋本誠一、桑名郁朗 仲盛文、城前龍治                                           | -        | 待ち遠しくても、待て                                                      |
| 第2話  | 2014年 10月3日 | G-セルフ起動!            | 斧谷稔                 | 森邦宏            | 柴田淳                                                                        | 桝田浩史                                                                      | -        | 待ち遠しくても、待て                                                      |
| 第3話  | 10月10日       | モンテーロの圧力         | 斧谷稔                 | 綿田慎也          | 菱沼義仁                                                                      | 戸部敦夫                                                                      | -        | 見たくなくても見る                                                        |
| 第4話  | 10月17日       | カットシー乱舞           | 斧谷稔                 | 吉沢俊一          | 可児里未                                                                      | 高瀬健一                                                                      | -        | 見たくなったでしょ                                                        |
| 第5話  | 10月24日       | 敵はキャピタル・アーミィ | 斧谷稔                 | 越田知明          | 田頭真理恵                                                                    | 小松英司                                                                      | 仲盛文   | スリリングすぎるから見なくていい                                          |
| 第6話  | 10月31日       | 強敵、デレンセン!        | 京田知己 斧谷稔        | 亀井治            | 杉本幸子                                                                      | 中谷誠一                                                                      | 仲盛文   | どうなるか見たいでしょ                                                    |
| 第7話  | 11月7日        | マスク部隊の強襲         | 斧谷稔                 | 久藤瞬            | 豊田暁子                                                                      | 阿部邦博                                                                      | 仲盛文   | 歩きながら見るなよ                                                        |
| 第8話  | 11月14日       | 父と母とマスクと         | 斧谷稔                 | 森邦宏 居村健治   | 柴田淳                                                                        | 城前龍治                                                                      | 仲盛文   | 見なけりゃ人生暗いぞ                                                      |
| 第9話  | 11月21日       | メガファウナ南へ         | 斧谷稔                 | 遠藤広隆          | 高谷浩利                                                                      | 伊藤一樹                                                                      | 仲盛文   | 僕の天才ぶりを見せつけてやる                                              |
| 第10話 | 11月28日       | テリトリィ脱出           | 荒木哲郎               | 荒木哲郎          | 江原康之                                                                      | 胡拓磨                                                                        | -        | 足の下は地球なんだぞ                                                      |
| 第11話 | 12月5日        | 突入! 宇宙戦争           | 寺岡巌 斧谷稔          | 吉沢俊一          | 菱沼義仁                                                                      | 戸部敦夫                                                                      | 仲盛文   | 見えない敵は怖い                                                          |
| 第12話 | 12月12日       | キャピタル・タワー占拠   | 松尾衡 斧谷稔          | 松尾衡            | 可児里未                                                                      | 高瀬健一                                                                      | 仲盛文   | 見なければ何もわからない                                                  |
| 第13話 | 12月19日       | 月から来た者             | 菱田正和 斧谷稔        | 菱田正和          | 田頭真理恵                                                                    | 小松英司                                                                      | 仲盛文   | 現実を直視しなさいよ                                                      |
| 第14話 | 12月26日       | 宇宙、モビルスーツ戦     | 望月智充 斧谷稔        | 越田知明          | 杉本幸子 豊田暁子                                                             | 阿部邦博                                                                      | 仲盛文   | 宇宙に提灯が浮いていた                                                    |
| 第15話 | 2015年 1月9日  | 飛べ! トワサンガへ       | 斧谷稔                 | 河村智之          | 玉川真吾                                                                      | 中谷誠一                                                                      | 仲盛文   | 理不尽というのはこういうことだ                                            |
| 第16話 | 1月17日        | ベルリの戦争             | 斧谷稔                 | 森邦宏            | 柴田淳 松川哲也                                                               | 城前龍治                                                                      | -        | 話、分かりたければ見るしかないでしょ                                      |
| 第17話 | 1月24日        | アイーダの決断           | 牧野吉高 斧谷稔        | 居村健治          | 黒崎知栄実 清水洋                                                             | 伊藤一樹                                                                      | 仲盛文   | 息をつめて見るんじゃないよ                                                |
| 第18話 | 1月30日        | 三日月に乗れ             | 吉沢俊一 斧谷稔        | 吉沢俊一          | 菱沼義仁                                                                      | 戸部敦夫、片山学                                                              | 仲盛文   | 見たって言いふらしてくれ                                                  |
| 第19話 | 2月6日         | ビーナス・グロゥブの一団 | 越田知明 斧谷稔        | 越田知明          | 吉田健一、桑名郁朗 倉島亜由美、橋本誠一                                       | 吉田健一、桑名郁朗 倉島亜由美、橋本誠一                                       | 仲盛文   | そんな宇宙などないという人、見てください バッテリーフルチャージ（15秒版） |
| 第20話 | 2月19日        | フレームのある宇宙       | 森邦宏 斧谷稔          | 水本葉月          | 可児里未 柴田淳                                                               | 高瀬健一                                                                      | 仲盛文   | これは友達と一緒に見る 君のバッテリー、フルチャージ（15秒版）             |
| 第21話 | 2月20日        | 海の重さ                 | 松尾衡 斧谷稔          | 松尾衡            | 田頭真理恵                                                                    | 小松英司                                                                      | 仲盛文   | 目を回さないで見てくれ バッテリーはフル（15秒版）                         |
| 第22話 | 2月27日        | 地球圏再会               | 宮地昌幸 斧谷稔        | 河村智之          | 杉本幸子 田村篤                                                               | 松永辰、重田敦司                                                              | 仲盛文   | 君は動画を見なければ、見えない バッテリーチャージ（15秒版）               |
| 第23話 | 3月6日         | ニュータイプの音         | 高橋敦史 斧谷稔        | 居村健治          | 玉川真吾                                                                      | 中谷誠一                                                                      | 仲盛文   | これは食いついて見てはならない バッテリーフルチャージ（15秒版）           |
| 第24話 | 3月13日        | 宇宙のカレイドスコープ   | 重田敦司 斧谷稔        | 吉沢俊一          | 柴田淳 黒崎知栄実 杉本幸子                                                    | 伊藤一樹、城前龍治                                                            | 仲盛文   | 目を離せるものなら離してみろ バッテリーは切れない（15秒版）               |
| 第25話 | 3月20日        | 死線を越えて             | 宮地昌幸 斧谷稔        | 越田知明          | 菱沼義仁 可児里未                                                             | 戸部敦夫、高瀬健一                                                            | 仲盛文   | 見てくれる君へ、感謝の心を 見てくれる君へ感謝（15秒版）                   |
| 第26話 | 3月27日        | 大地に立つ               | 斧谷稔 森邦宏 宮地昌幸 | 森邦宏 松尾衡     | 吉田健一、桑名郁朗 中谷誠一、柴田淳 玉川真吾、田頭真理恵 黒崎知栄実、城前龍治 | 吉田健一、桑名郁朗 中谷誠一、柴田淳 玉川真吾、田頭真理恵 黒崎知栄実、城前龍治 | 仲盛文   | ‐                                                                         |

- 2015年1月2日(TBS)は新春特別番組編成のため放送休止。
- 本放送の際には、第19話以降の次回予告の時間が、同時間枠の次番組『シドニアの騎士』の告知によって15秒に短縮。30秒の予告は公式サイト、及びガンダムインフォで毎週月曜日に公開されることとなった。それに合わせ、締めの台詞も15秒版と30秒版で別のものが使用されている。映像ソフトや再放送の際には30秒版が使用されている。

## 放送局
| 放送期間                      | 放送時間                     | 放送局       | 対象地域・備考                                       |
| ----------------------------- | ---------------------------- | ------------ | ---------------------------------------------------- |
| 2014年10月3日 - 2015年3月27日 | 金曜 1:49 - 2:19（木曜深夜） | 毎日放送     | 近畿広域圏 / 製作局                                  |
| 2014年10月4日 - 2015年3月28日 | 土曜 1:55 - 2:25（金曜深夜） | TBSテレビ    | 関東広域圏                                           |
| 2014年10月4日 - 2015年3月28日 | 土曜 2:37 - 3:07（金曜深夜） | CBCテレビ    | 中京広域圏                                           |
| 2014年10月5日 - 2015年3月29日 | 日曜 0:00 - 0:30（土曜深夜） | BS-TBS       | 日本全域 / BS放送                                    |
| 2015年1月4日 - 6月28日        | 日曜 19:30 - 20:00           | BS11         | 日本全域 / BS放送 『アニメ+』枠 全国一斉で実質再放送 |
| 2015年2月23日 - 8月24日       | 月曜 19:00 - 19:30           | アニマックス | 日本全域 / BS/CS放送 リピート放送あり                |

| 配信期間                      | 配信時間        | 配信サイト         | 備考                                                   |
| ----------------------------- | --------------- | ------------------ | ------------------------------------------------------ |
| 2014年10月5日 - 2015年3月29日 | 日曜 12:00 更新 | dアニメストア      | 見放題サービス利用者は全話見放題                       |
| 2014年10月7日 - 2015年3月31日 | 火曜 12:00 更新 | ガンダムチャンネル |                                                        |
| 2014年10月12日 - 2015年4月5日 | 日曜 12:00 更新 | バンダイチャンネル | 日本全域 / ネット配信 見放題サービス利用者は全話見放題 |
| 2014年12月5日 - 2015年5月29日 | 土曜 0:00 更新  | dビデオ            | 日本全域 / ネット配信                                  |

## BD / DVD
Blu-ray Disc（BD）とDVDにて同時発売。限定版はブルーレイのみの発売。
| 巻 | 発売日         | 収録話          | 規格品番 | 規格品番  |
| 巻 | 発売日         | 収録話          | BD限定版 | DVD通常版 |
| -- | -------------- | --------------- | -------- | --------- |
| 1  | 2014年12月25日 | 第1話 - 第3話   | BCXA-943 | BCBA-4660 |
| 2  | 2015年1月28日  | 第4話 - 第6話   | BCXA-944 | BCBA-4661 |
| 3  | 2015年2月20日  | 第7話 - 第9話   | BCXA-945 | BCBA-4662 |
| 4  | 2015年3月27日  | 第10話 - 第12話 | BCXA-946 | BCBA-4663 |
| 5  | 2015年4月24日  | 第13話 - 第15話 | BCXA-947 | BCBA-4664 |
| 6  | 2015年5月27日  | 第16話 - 第18話 | BCXA-948 | BCBA-4665 |
| 7  | 2015年6月26日  | 第19話 - 第21話 | BCXA-949 | BCBA-4666 |
| 8  | 2015年7月24日  | 第22話 - 第24話 | BCXA-950 | BCBA-4667 |
| 9  | 2015年8月26日  | 第25話 - 第26話 | BCXA-951 | BCBA-4668 |

## 映像特典
モビルスーツ学園『G-レコ甲子園』はブルーレイディスク収録の映像特典ミニアニメ。甲子園を目指すG-セルフとレクテンのアメリア学園をメインに物語を高校野球風に解説する。1巻各3話収録。期間限定でWeb配信された。劇場版Blu-rayにも『帰ってきたG-レコ学園 モビルスーツ学園』を収録。
スタッフ
- SDキャラクターデザイン - 森本がーにゃ
- 脚本 - ノジシンイチ、芦名みのる（帰）
- 演出・脚本協力 - 芦名みのる
- 作画（TV） - たけはらみのる、戸塚ちさと、朱世傑
- 作画（帰） - ぽんで、高宮せいご、渡辺あき
- アニメーション制作 - スタジオぷ YUKAI

キャスト
- レクテン - 須田祐介
- G-セルフ - 石井マーク
- G-アルケイン - 嶋村侑
- モンテーロ、ジャハナム、ダハック（ダーマ） - 逢坂良太
- ヘカテー、アーマーザガン、トリニティ - 鷄冠井美智子
- エルフ・ブルック、マックナイフ(マスク)、カバカーリー -  佐藤拓也
- マックナイフ(バララ)、ユグドラシル - 中原麻衣
- ウーシァ - 姫野恵二
- ネオドゥ - 福井裕佳梨
- ジャイオーン - 中井和哉
- ジロッド - 小清水亜美
- ジャスティマ - 杉浦慶子
- ズゴッギー - 諏訪部順一
- G－ルシファー = 寿美菜子
- ジーラッハ - 高垣彩陽
- ガイトラッシュ - 平野潤也
- グリモア、モラン - 声なし

帰ってきたより登場
- グリモア - 森川智之

## 特別先行版
テレビ放送に先がけ、2014年8月23日から9月5日まで2週間限定でTOHOシネマズ日本橋・新宿ピカデリーなど全国13館の劇場にて、第1話から第3話までを「特別先行版」としてイベント上映された。上映時間は70分。配給は東宝映像事業部。その後、dアニメストアにて同年9月8日から9月30日まで配信。

## 書誌情報

### 漫画
太田多門による漫画版が、2014年8月26日発売の「ガンダムエース」10月号より連載開始。既刊5巻。
太田のコンセプトは「テレビアニメ版・全5部作劇場版・初期台本版の全てを包括した上で、オリジナルの展開を入れた物語」を構想している。
2018年に太田は指定難病57番「突発型拡張性心筋症」を発病し、闘病のために休載。周囲のフォロー・援助もあり、休載の中でも本作の完結までのネームを書き切った。
コミックス
1. 2014年12月22日発売 ISBN 978-4-04-102455-3
2. 2015年4月25日発売 ISBN 978-4-04-102864-3
3. 2015年10月26日発売 ISBN 978-4-04-103582-5
4. 2017年5月26日発売 ISBN 978-4-04-105636-3
5. 2017年5月26日発売 ISBN 978-4-04-105637-0

### 関連書籍
ガンダム Gのレコンギスタ キャラクターデザインワークス
2015年7月10日刊行。一迅社。ISBN 978-4-75-801442-7
ガンダム Gのレコンギスタ オフィシャルガイドブック
2015年9月23日刊行。学研パブリッシング。ISBN 978-4-05-406307-5
ガンダムウェポンズ ガンダム Gのレコンギスタ編
2015年10月31日刊行。ホビージャパン。ISBN 978-4-7986-1107-5
アニメを作ることを舐めてはいけない -「G-レコ」で考えた事-
著：富野由悠季。2021年3月26日刊行。KADOKAWA。ISBN 978-4-04-110998-4
Gのレコンギスタ メカニック&ワールド
2023年3月23日刊行。双葉社、ISBN 978-4-575-46541-9

## イベント上映作品

### FROM THE PAST TO THE FUTURE
『ガンダム Gのレコンギスタ FROM THE PAST TO THE FUTURE』は、東京のお台場「ダイバーシティ東京 プラザ」の実物大ガンダム立像横の壁面映像演出「WALL-G」にて公開された作品。後に当作品のブルーレイディスクが、G-フェネクスの限定プラモデルとセットで「ガンダムフロント東京」にて限定販売された。
その物語は、自身の出生の秘密を知ったベルリとアイーダが、整備を終えたG-セルフを受領するため、コア・ファイターとG-アルケインでトワサンガに向かっていた際、キャピタル・アーミィがヘルメスの薔薇の設計図を基にリギルド・センチュリーの技術をもって復活させた、黒いメタリック装甲の間にフレームが赤く輝く「G-フェネクス」を操縦するマスクの襲撃を受け交戦する、といった内容となっている。
テレビシリーズの第16〜17話辺りの時期に合致し、ベルリがアイーダを「姉さん」として守っていく覚悟を決める描写も描かれる。また、G-アルケインがG-セルフのアサルトパックの上方部分を装備したり、飛行形態に変形するなど、テレビシリーズでは見られなかった姿を見ることができる。
スタッフ
- 監督 - 河田成人
- ストーリーボード - 玄馬宣彦
- 3Dパート制作 - wonderium
- CGディレクター - 加藤里佳子
- 音楽 - 菅野祐悟
- 音響効果 - 西村睦弘
- 音響監督 - 木村絵理子
- 編集 - 今井大介
- 製作 - サンライズ

エンディングテーマ「Gの閃光」

## 劇場版
2017年4月、イタリアで開催されたアニメ系イベント「Romics」に富野が招かれた際、テレビシリーズをベースにした全5部作の劇場版映画制作を予定していることを言及。2018年11月、東京都で開催された「機動戦士ガンダム40周年プロジェクト」発表会にて、新規カットを追加した劇場アニメーションの2019年の公開が正式に発表された。
タイトルからはテレビシリーズにあった『ガンダム』の表記は省略されている。
第1部 劇場版『Gのレコンギスタ I』「行け！コア・ファイター」
2019年11月29日に2週間限定で全国24館で公開、および各動画配信サイトで有料配信。キャッチコピーは「世界の子供たちに送る 未来へのメッセージ」。2020年1月には追加で14館でセカンドラン公開。入場者特典は予告絵コンテ。テレビ本編第1話から第5話までの再編集と新規カットで構成される。
Blu-rayパーフェクトパックおよび限定特装版、通常版（Blu-ray、DVD）は2020年1月28日発売。限定版映像特典として監督の密着ドキュメント『「富野由悠季から君へ2 “Update of G”」ドキュメントＩ』、『モビルスーツ学園 帰ってきたG-レコ学園』を収録。
第2部 劇場版『Gのレコンギスタ II』「ベルリ 撃進」
2020年2月21日に全国29館で2週間限定公開。同日正午より各動画サイトで有料配信。キャッチコピーは「海賊になれって 本当ですか!? 強敵強襲!!南国大決戦!!」「大スペクタルヒット!第二部が早くも劇場上映!!」。パーフェクトパックおよび限定特装版は『富野由悠季から君へ2 “Update of G”ドキュメントII』、『モビルスーツ学園 帰ってきたG-レコ学園』を収録。テレビ本編第6話から第11話までの再編集と新規カットで構成される。
第3部 劇場版『Gのレコンギスタ III』「宇宙からの遺産」
2021年7月22日に公開。キャッチコピーは「愛の色合い宇宙を染める」。
第4部 劇場版『Gのレコンギスタ IV』「激闘に叫ぶ愛」
第5部 劇場版『Gのレコンギスタ V』「死線を越えて」
第4部は2022年7月22日、第5部は同年8月5日2作連続公開。キャッチコピーは「過去をめぐり、少年と少女は未来を見た！」。

### スタッフ（劇場版）
- 総監督・脚本 - 富野由悠季
- 原作 - 矢立肇、富野由悠季
- キャラクターデザイン - 吉田健一
- メカニカルデザイン - 安田朗、形部一平、山根公利
- デザインワークス - コヤマシゲト、西村キヌ、剛田チーズ、内田パブロ、沙倉拓実、倉島亜由美、桑名郁朗、中谷誠一
- 美術監督 - 岡田有章、佐藤歩
- 色彩設計 - 水田信子
- 編集 - 今井大介
- 撮影監督　- 脇顯太朗
- CGディレクター - 藤江智洋
- 音楽 - 菅野祐悟
- 音響監督 - 木村絵理子
- ディスプレイデザイン - 青木隆
- プロデューサー - 小形尚弘
- 企画・製作 - サンライズ
- 配給 - バンダイナムコアーツ、サンライズ（第1部 - 第3部）→バンダイナムコフィルムワークス（第4部、第5部）

### 主題歌（劇場版）
テーマソング「G」（第2部 - 第5部）
作詩 - 吉田美和 / 作曲・編曲 - 中村正人 / 歌 - DREAMS COME TRUE
第1部オープニング曲「BLAZING」
作詞 - メイリア / 作曲 - toku / 編曲・歌 - GARNiDELiA
第1部エンディング曲「Gの閃光」
作詞 - 井荻麟 / 作曲・編曲 - 菅野祐悟 / 歌 - ハセガワダイスケ
第4部オープニング曲「ふたりのまほう」
作詞 - 前田たかひろ / 作曲・編曲 - 菅野祐悟 / 歌 - May J.
第4部エンディングテーマソング「カラーリング バイ G-レコ」
作詞 - 井荻麟 / 作曲・編曲 - 菅野祐悟 / 歌 - ハセガワダイスケ
劇中挿入歌
「ハイフン・スタッカート」（第1部）
作詞 - 井荻麟 / 作曲・編曲 - 菅野祐悟 / 歌 - ハセガワダイスケ

### 各話リスト（劇場版）
| 話数 | サブタイトル           | 絵コンテ | 演出              | 作画監督                                                       | 公開日          |
| ---- | ---------------------- | -------- | ----------------- | -------------------------------------------------------------- | --------------- |
| I    | 行け！コア・ファイター | 斧谷稔   | 吉沢俊一          | 吉田健一 桑名郁朗                                              | 2019年 11月29日 |
| II   | ベルリ 撃進            | 斧谷稔   | 吉沢俊一          | 吉田健一 桑名郁朗 菱沼義仁 柴田淳 小松英司                     | 2020年 2月21日  |
| III  | 宇宙からの遺産         | 斧谷稔   | 吉沢俊一          | 柴田淳 小松英司 黒崎知栄実 高谷浩利 桑名郁朗                   | 2021年 7月22日  |
| IV   | 激闘に叫ぶ愛           | 斧谷稔   | 吉沢俊一 進藤陽平 | 高谷浩利 小松英司 田頭真理恵 中谷誠一 寺尾洋之 高瀬健一 柴田淳 | 2022年 7月22日  |
| V    | 死線を越えて           | 斧谷稔   | 吉沢俊一          | 阿部慈光 小松英司 菱沼義仁 茂木信二郎                          | 8月5日          |

### Blu-ray/DVD（劇場版）
発売・販売元はバンダイナムコアーツ（第1部 - 第3部）→バンダイナムコフィルムワークス（第4部、第5部）。
| 巻  | 発売日         | 規格品番           | 規格品番                   | 規格品番       | 規格品番   |
| 巻  | 発売日         | Blu-ray 特装限定版 | Blu-ray パーフェクトパック | Blu-ray 通常版 | DVD 通常版 |
| --- | -------------- | ------------------ | -------------------------- | -------------- | ---------- |
| I   | 2020年1月28日  | BCXA-1508          | BCXM-1513                  | BCXA-1503      | BCBA-4975  |
| II  | 2020年8月27日  | BCXA-1509          | BCXM-1514                  | BCXA-1504      | BCBA-4976  |
| III | 2021年12月24日 | BCXA-1510          | BCXM-1515                  | BCXA-1505      | BCBA-4977  |
| IV  | 2023年2月24日  | BCXM-1516          | BCXA-1511                  | BCXA-1506      | BCBA-4978  |
| V   | 2023年3月24日  | BCXM-1517          | BCXA-1512                  | BCXA-1507      | BCBA-4979  |

## Webラジオ
『ガンダム Gのレコンラジオ』のタイトルで、funラジオにて2014年11月30日から2015年3月29日まで毎週日曜日0:30に配信されたwebラジオ。パーソナリティは、ベルリ・ゼナム役の石井マーク。